# Věra Nováková (výtvarnice)
Věra Nováková (17. ledna 1928 Praha – 30. března 2024) byla česká malířka, ilustrátorka a sochařka, např. podle Jana H. Vitvara největší česká malířka 20. století.

## Život
Věra Nováková se narodila v rodině liberálního a humanistického pražského právníka Bohumila Nováka jako dvojče sestry Hany a jedno ze šesti dětí. Po absolvování klasického gymnázia byla přijata roku 1947 na Akademii výtvarných umění v Praze do ateliéru monumentální malby prof. Vladimíra Sychry.
Po komunistickém puči 1948 byla v únoru 1949 z politických důvodů vyloučena studentskou prověrkovou komisí se zákazem studovat i na jiných školách. Předsedou komise byl její spolužák Laco Gandl, který už před únorovým převratem sledoval politické postoje studentů a dělal si zápisky. Se spolužákem Pavlem Brázdou, který byl také vyloučen z politických důvodů, se názorově i osobně sblížila a v tíživé situaci se za něj v roce 1950 provdala. Bydleli pak u babičky Pavla Brázdy, Heleny Čapkové Palivcové (poprvé provdané Koželuhové), a zachránili tak její byt před zabavením. Její manžel, básník a diplomat Josef Palivec, byl odsouzen k dvacetiletému trestu za údajnou velezradu. Tento trest mu byl zkrácen po žádosti československých spisovatelů v roce 1959 na 10 roků. S oběma pak žili ve společné domácnosti do jejich smrti.

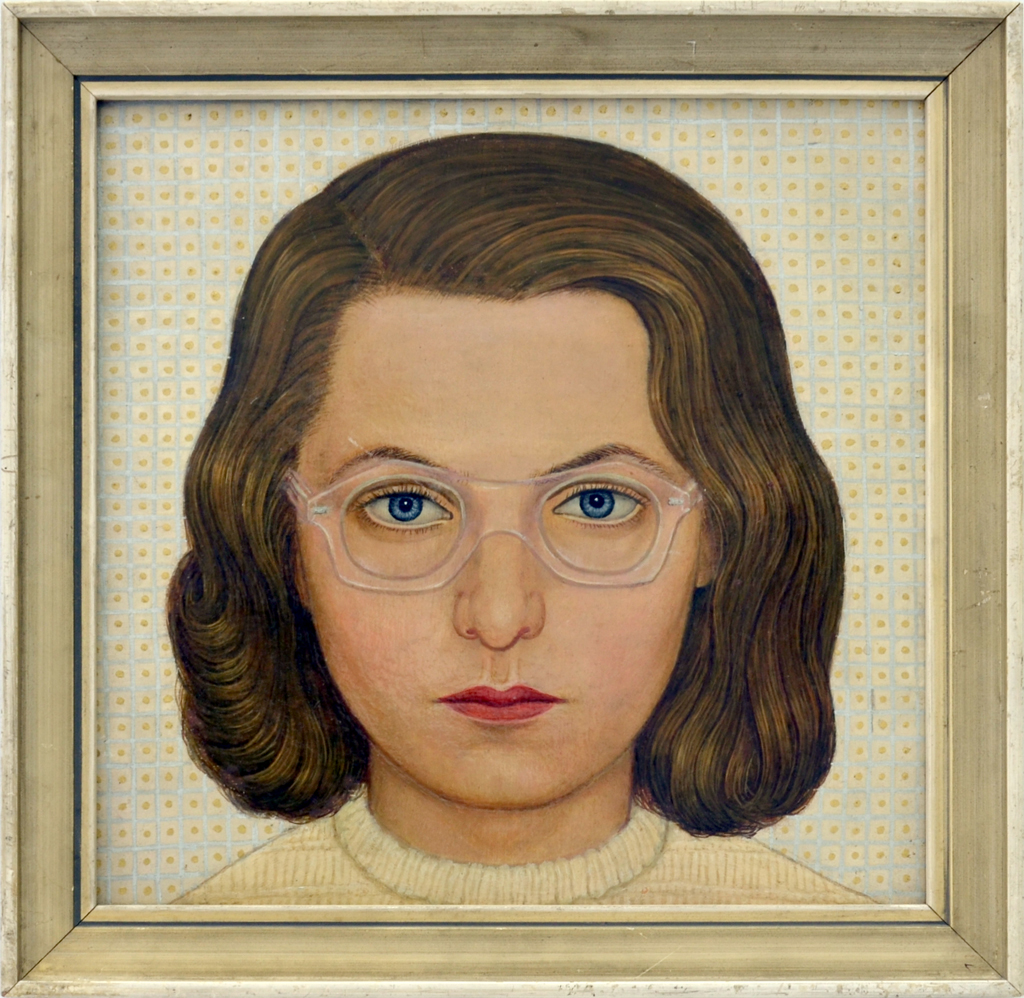
Pavel Brázda: Věra s brýlemi, 1955

Díky profesoru Josefu Solarovi, řediteli Vyšší školy uměleckého průmyslu, který zatajil jejich kádrové posudky, mohli manželé v roce roku 1950 nastoupit do třetího ročníku této střední školy a absolvovat grafickou speciálku prof. Petra Dillingera. Po přečtení Sorokinovy knihy Krize našeho věku, který jako východisko viděl Ježíšovo Horské kázání, začala Věra Nováková vnímat biblické příběhy jako paralely žité skutečnosti a konvertovala ke křesťanství. Roku 1952 vyjádřila své zážitky ze dvou totalitních režimů v diptychu Tak končí sláva světa. Pavel Brázda se s její konverzí nikdy nesmířil a z manželů se tak stali celoživotní „protinožci“, do jejichž vztahu tento rozpor dával životodárnou dynamiku.
Jako výtvarnice z povolání byla zaregistrována až roku 1958 a mohla pak vykonávat užitou výtvarnou činnost, nikoli vystavovat (vyhrazeno pouze členům SČVU).
V tomto roce navštívili oba s Helenou Palivcovou Úpici a Malé Svatoňovice a připravovali ilustrování její knihy Moji milí bratři. Roku 1959 se jim narodila dcera Kateřina. V roce 1967 jim byla povolena první cesta do Itálie za starým uměním. Doprovázel je Zdeněk Neubauer, který v 60. letech pracoval v Neapoli. Po okupaci roku 1968 uvažovali Věra Nováková s Pavlem Brázdou o emigraci.
Ani v následujících letech nemohli veřejně vystavovat. V jejich bytě se scházel filosofický kroužek, jehož se kromě Zdeňka Neubauera zúčastňovali Jan Sokol, Jiří Němec, Daniel Kroupa, Zdeněk Kratochvíl, Martin Palouš, Věra Jirousová, Vojtěch Sedláček, Václav Žák a další. Přednášel tu i prof. Jan Patočka. Kromě krátkodobého zaměstnání v kreslírně Archeologického ústavu (1973–1974), byla Věra Nováková v dalších letech bez stálého příjmu a hledala příležitostné zakázky k ilustracím. Od vyloučení v AVU až do roku 1989 měli manželé jedinou výstavu (Divadlo v Nerudovce, 1976).
Roku 1978 se jim podařilo na pozvání přátel navštívit Paříž a na zpáteční cestě manžele Denisu a Theodora Stravinské v Ženevě (Denisa – nevlastní dcera Josefa Palivce z prvního manželství, její manžel Theodor – syn Igora Stravinského). Na pozvání Pavlovy sestřenice Marty Procházkové (dcery Heleny Koželuhové), emigrantky z roku 1948, a jejího manžela Toma Kastnera byla oběma manželům – už jako důchodcům – povolena v roce 1987 cesta do USA.
Teprve v roce 1991 měla Věra Nováková společně s Pavlem Brázdou první velkou výstavu obrazů z 50. let v PKC Ženské domovy (kurátoři Michal Blažek, Viktor Karlík), ke které Revolver Revue vydala obsáhlý katalog s barevnými reprodukcemi. Výstava pak putovala do Chebu, Olomouce a Budapešti. Po roce 1989 navštívila Věra Nováková Skotsko na pozvání režiséra Robina Crichtona a portrétovala tam celou jeho rodinu.
Roku 1992 získali Věra Nováková s Pavlem Brázdou první ateliér, v němž Věra pracovala do konce života. Během letního pobytu v USA vystavila několik obrazů na Rockbridge Art Show. V následujících letech spolu s Pavlem Brázdou podnikli četné zahraniční cesty – do Santiago de Compostela (1997), Toskánska (1999), na Sicílii (2000) a do Barcelony (2000, 2006), Paříže (2007), Izraele (2008) a Turecka (2009).
Věra Nováková žila a pracovala v Praze. Zemřela 30. března 2024.

## Dílo
Tvorba Věry Novákové zůstávala prakticky neznámá kromě okruhu jejích blízkých přátel až do počátku 90. let. Uchovala si tak svébytnost výtvarného projevu, ale dlouhá izolace byla i zdrojem pochyb a nejistoty a malířka sama chápala takovou situaci jako nezdravou.
Přestože Věra Nováková tvořila po desítky let vedle svého muže Pavla Brázdy a také blízkého přítele obou manželů, malíře Ivana Sobotky, nebyla tím její tvorba podstatně ovlivněna. I když některé blízké rysy této trojice lze najít v jejich tvorbě, především v 50. letech, nadále se rozvíjeli každý zcela samostatně.
V době vyloučení z AVU a krátce po něm vznikla tři zátiší – první jako symbolický soubor předmětů pro cestu do nepohody (Zátiší s botami, 1949), na druhém je panenka s rozbitou hlavou a husitská zbraň řemdich. Třetí je neobvyklé zátiší, které vychází z pocitu vnitřní nejistoty, z rozpadu hodnot a je v její tvorbě poměrně nejbližší surrealismu. Zátiší Vlastní podobizna (1949–1950), na rozdíl od vnitřního modelu surrealismu, zobrazuje předem sestavený soubor objektů a reflektuje hluboce prožitý existenciální zážitek. V roce 1950 namalovala staromistrovskou technikou svůj autoportrét (Ibis redibis non morieris in bello).

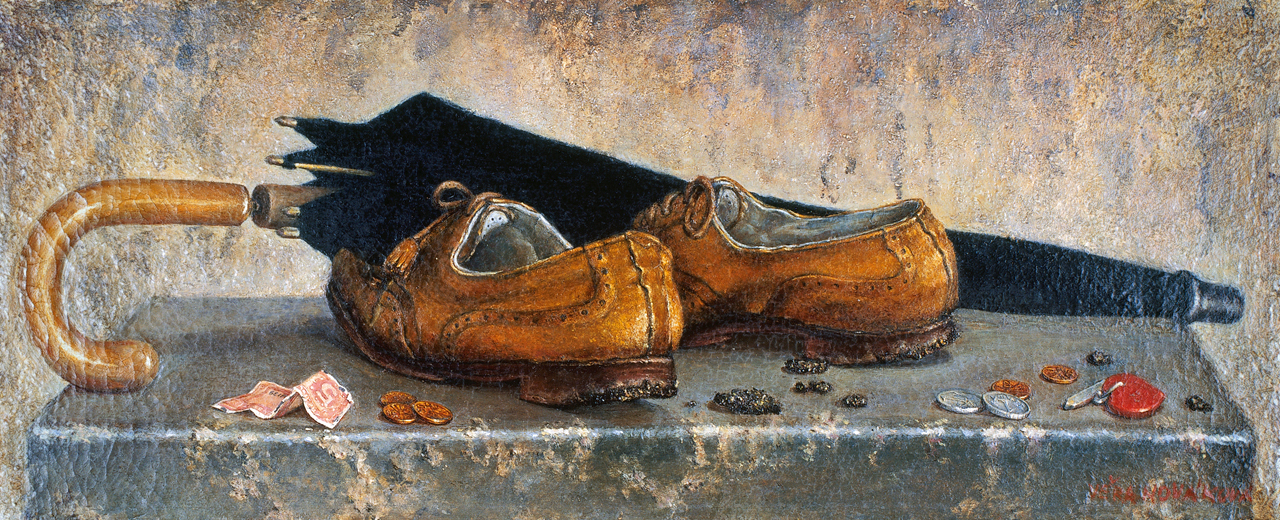
Zátiší s botami (1949)
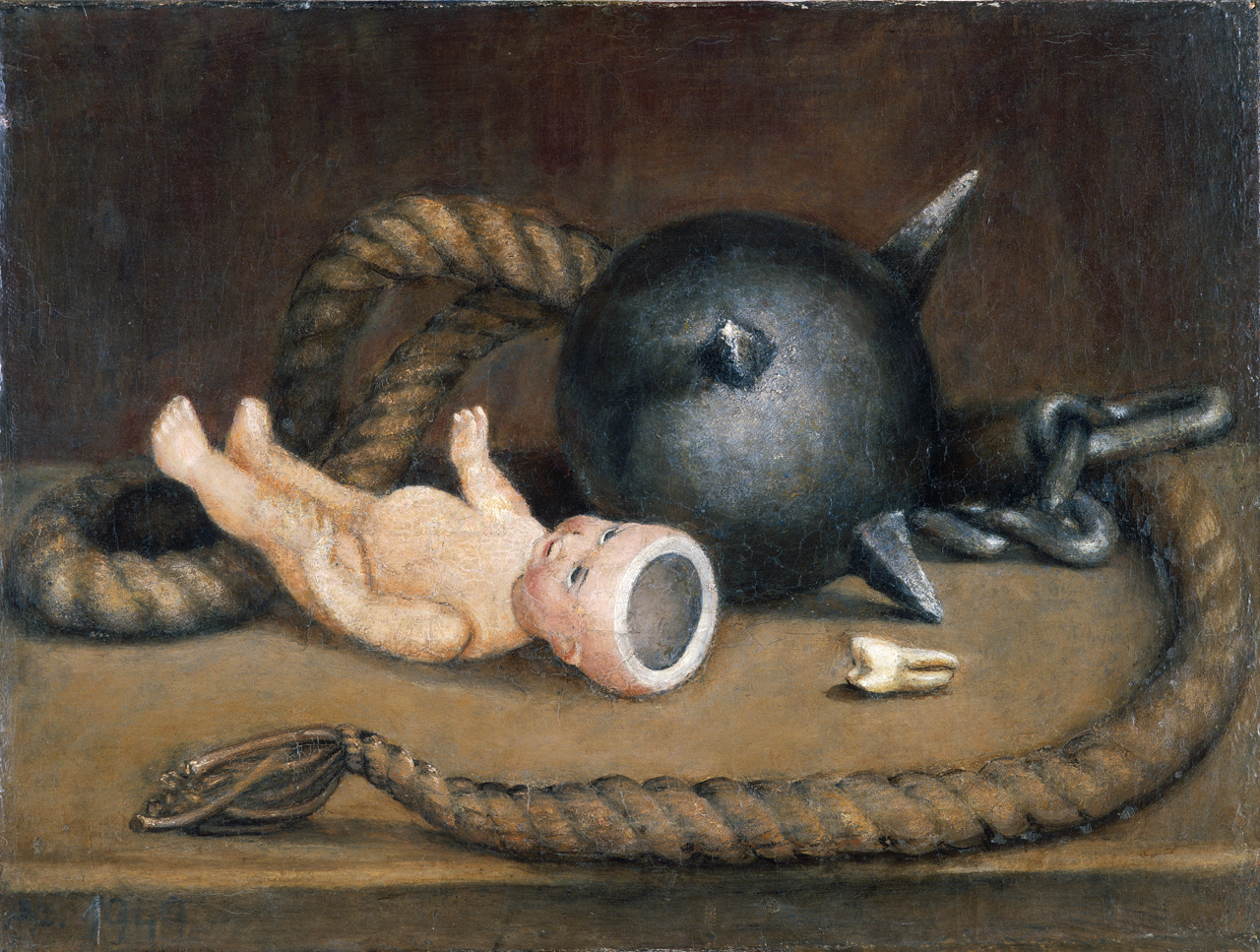
Zátiší s řemdichem (1949)
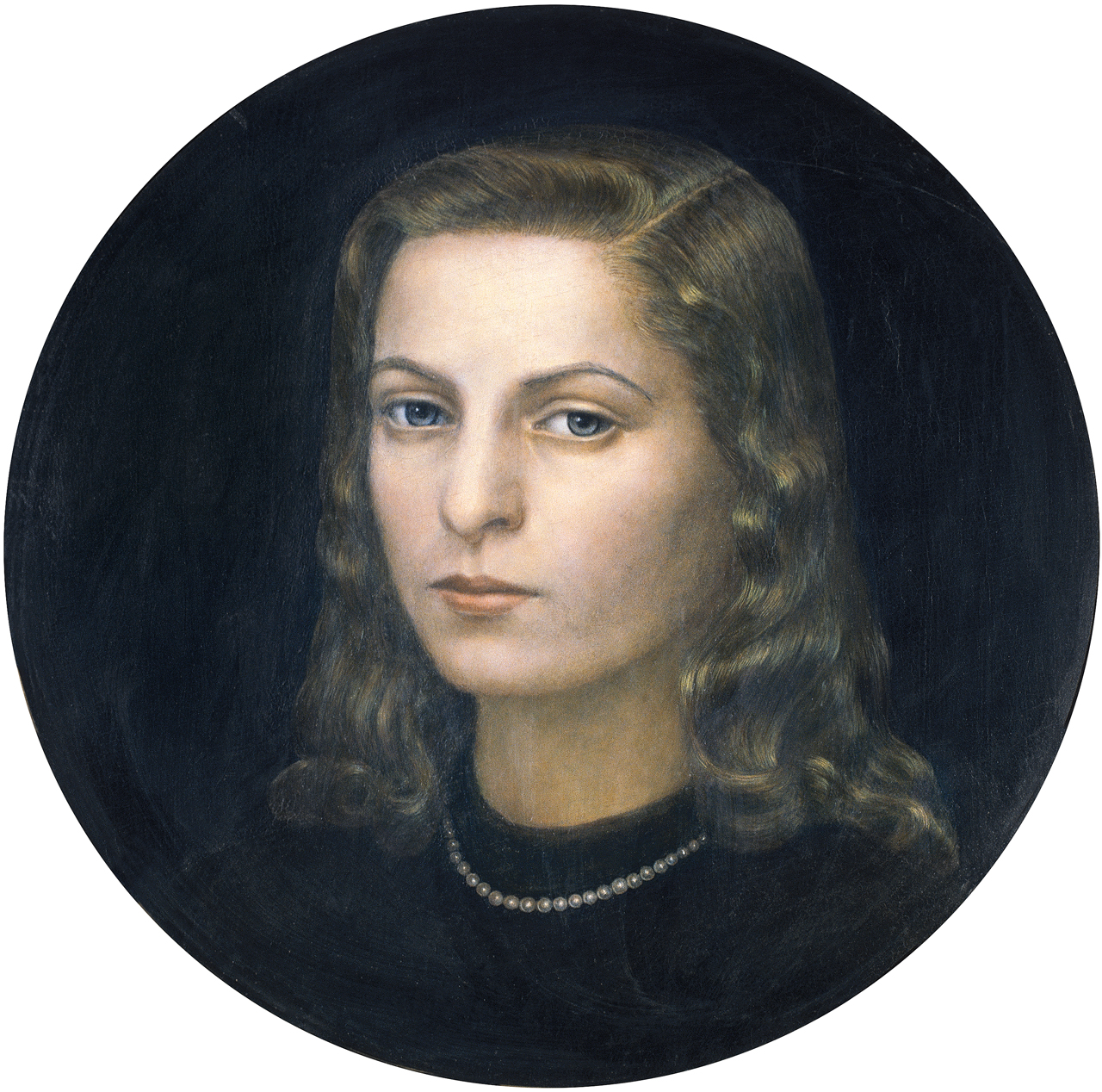
Autoportrét (1950)

Od roku 1949 Věra Nováková zachycovala do skicáku v kresbách lidi i zákoutí malostranských dvorků a pražské periferie.

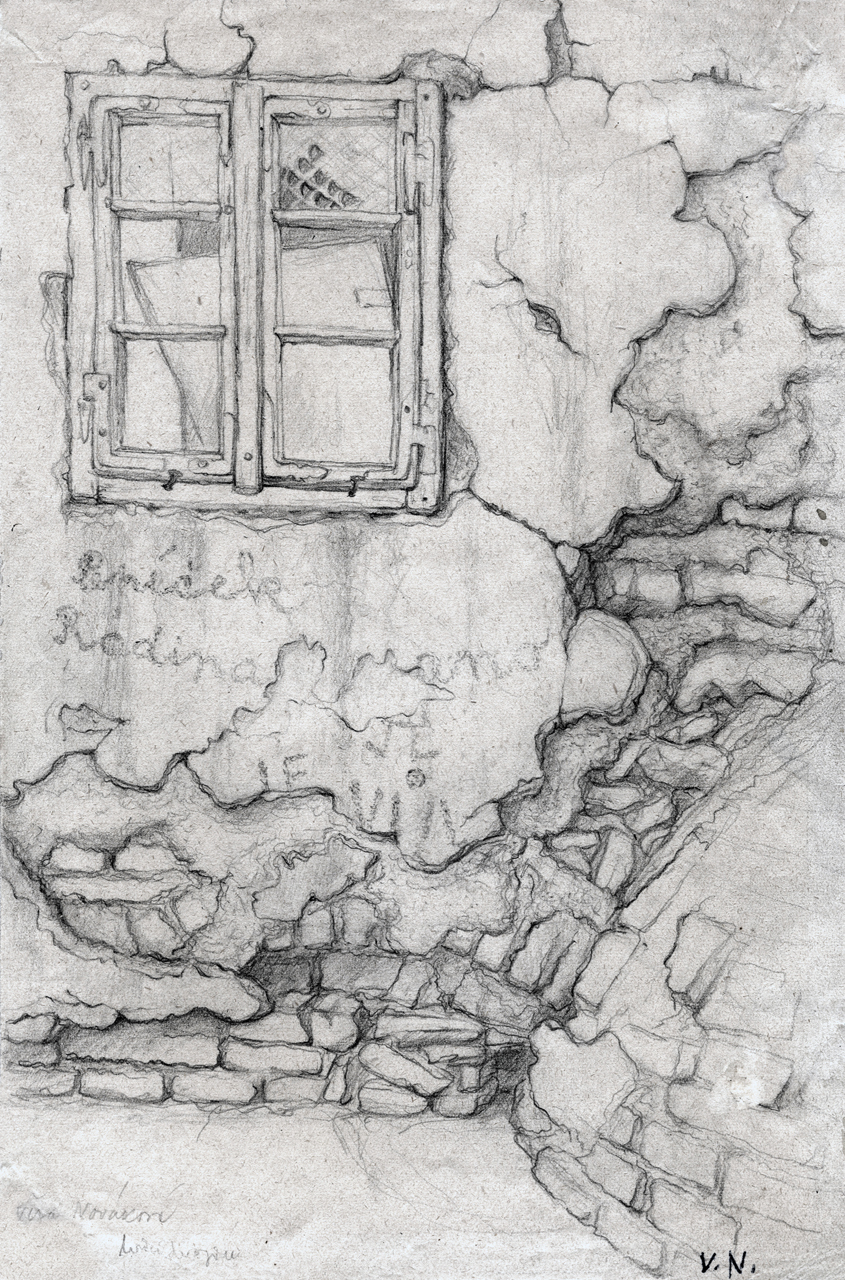
Z Malé Strany (50. léta)
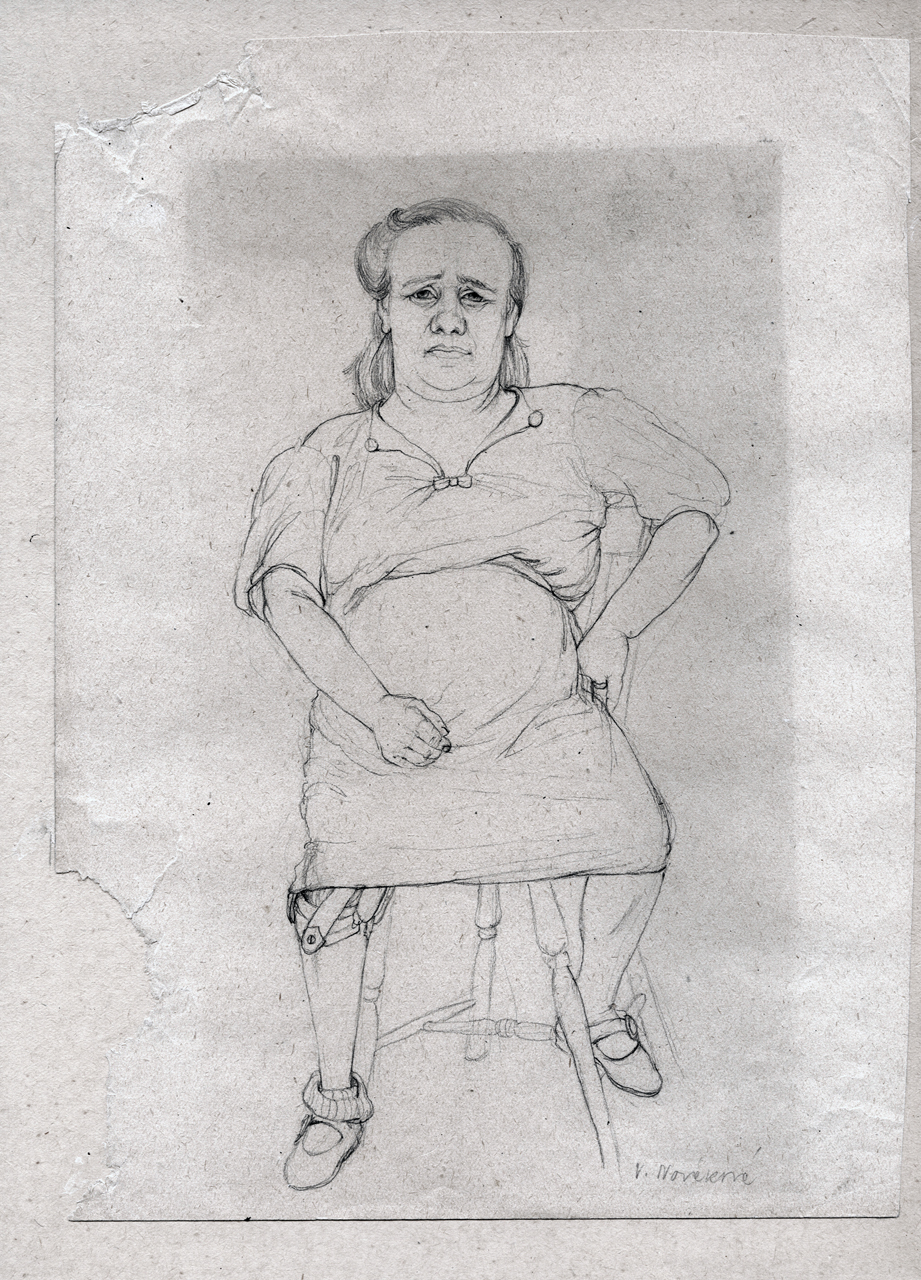
S protézou (50. léta)
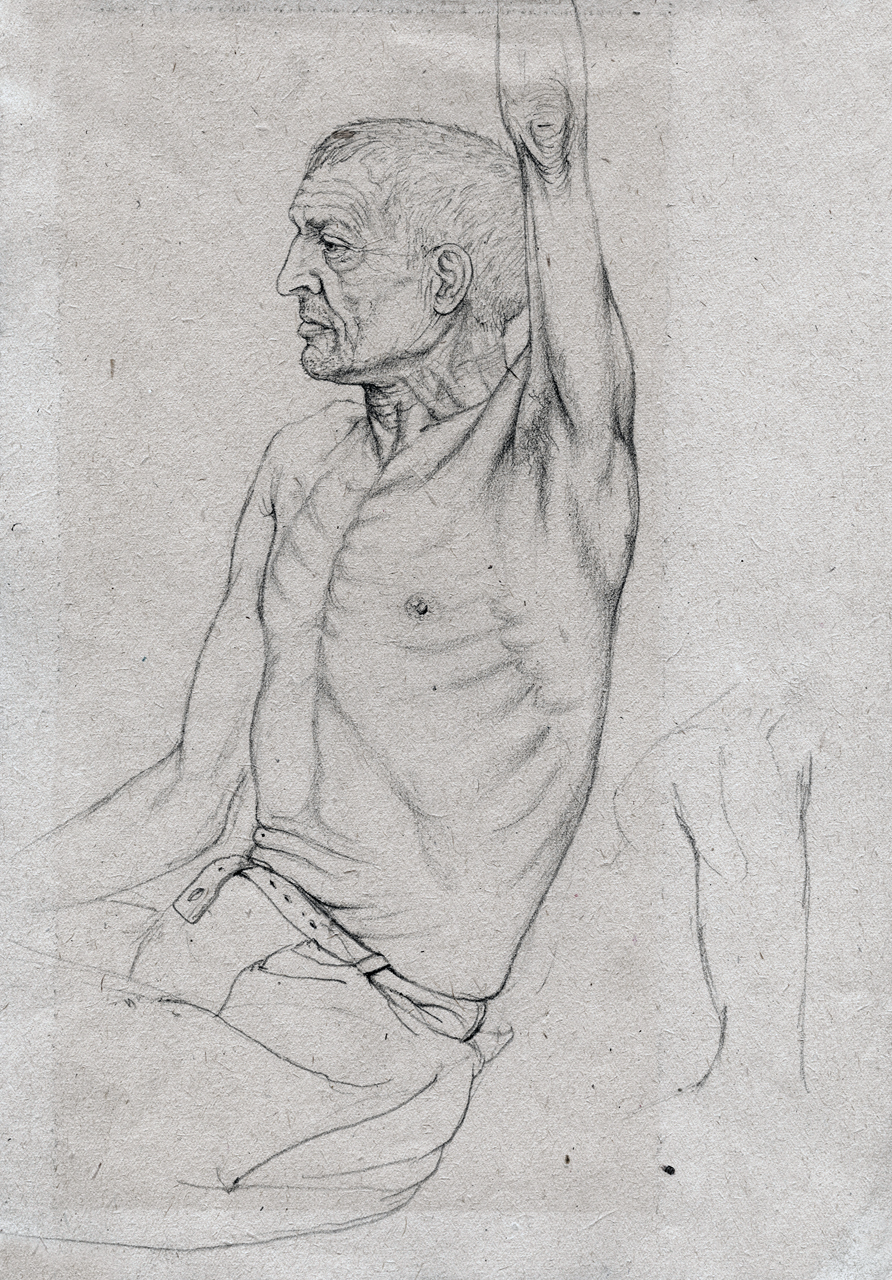
Muž z kolonie (50. léta)
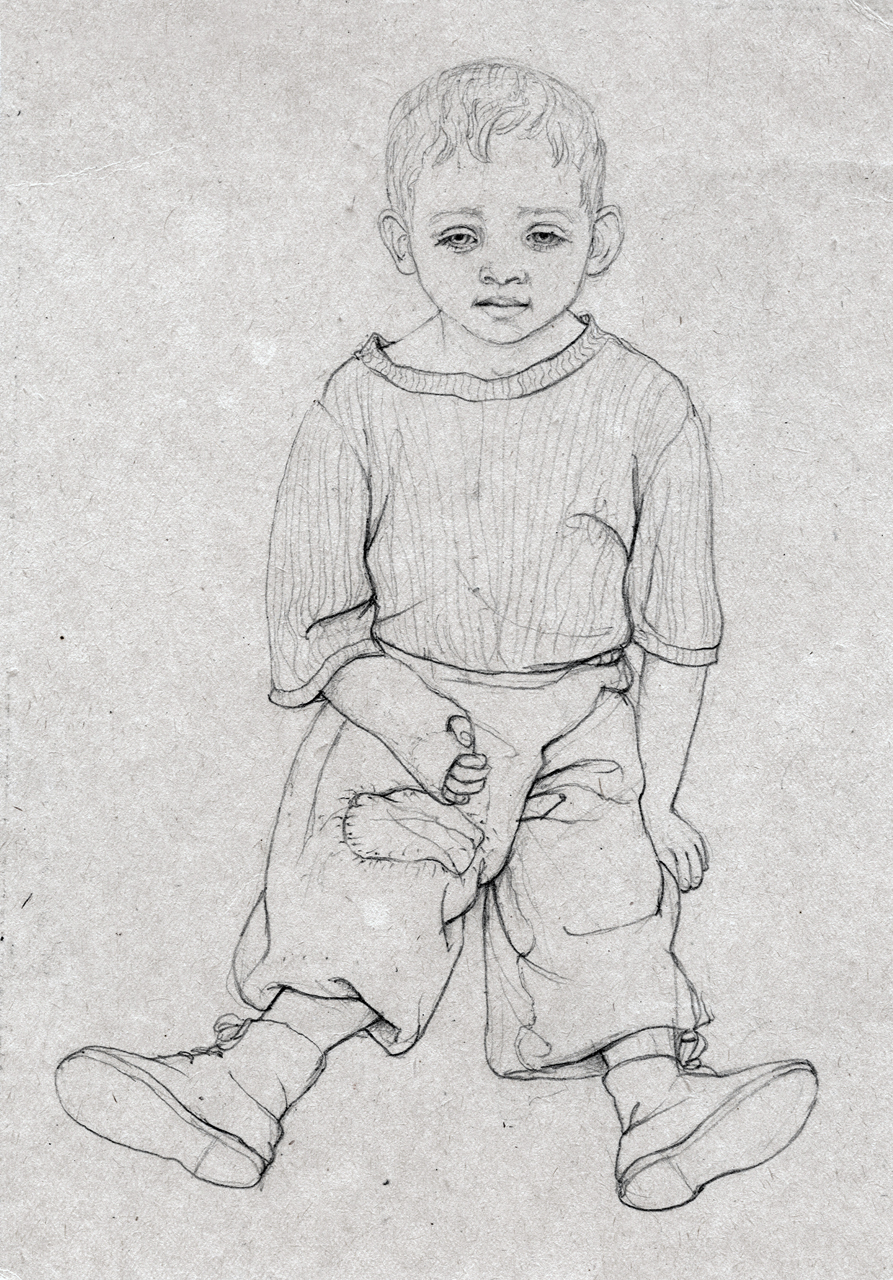
Malý úraz (50. léta)
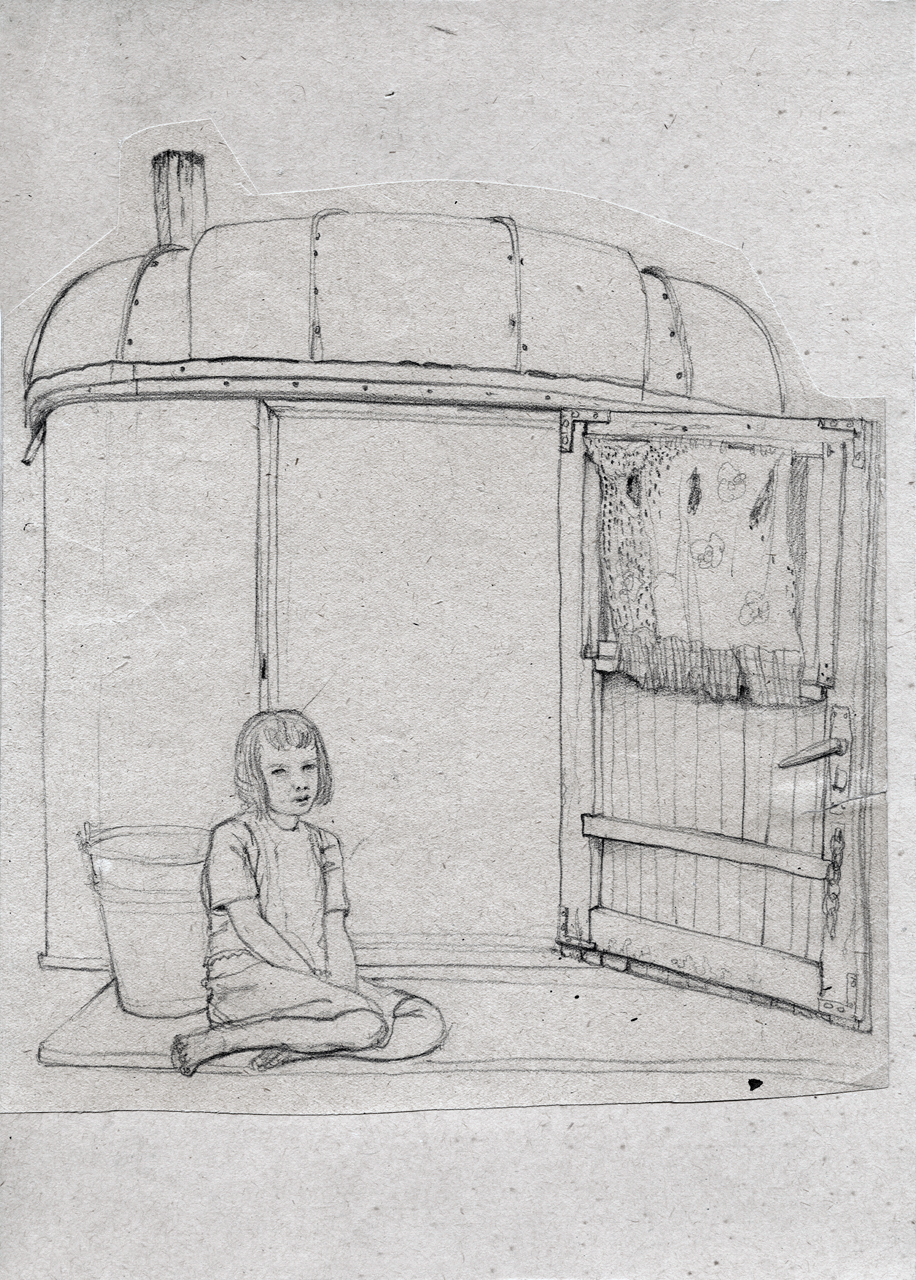
Maringotka (50. léta)

Poválečná doba kultu dítěte jako symbolu oficiálně proklamovaných iluzí o šťastné budoucnosti byla spolu s vlastním pocitem životní absurdity inspirací pro rozměrnou kresbu Strom života (1950), která se původně měla jmenovat Děti pojídají rodiče.
Složitě zkomponovaná, monumentálně pojatá skladba z roku 1950 Tak končí sláva světa (Sic transit gloria mundi) vychází ze zážitku zkázonosného díla diktátorů Hitlera a Stalina. Je první částí diptychu s obrazem Po konci světa (Hic iacet omnipotens homo sapiens, 1952), kde symbolicky pohřbila všemohoucího člověka. S dvojicí dětí, které kráčí po zpustošené zemi, pokračuje život dál.

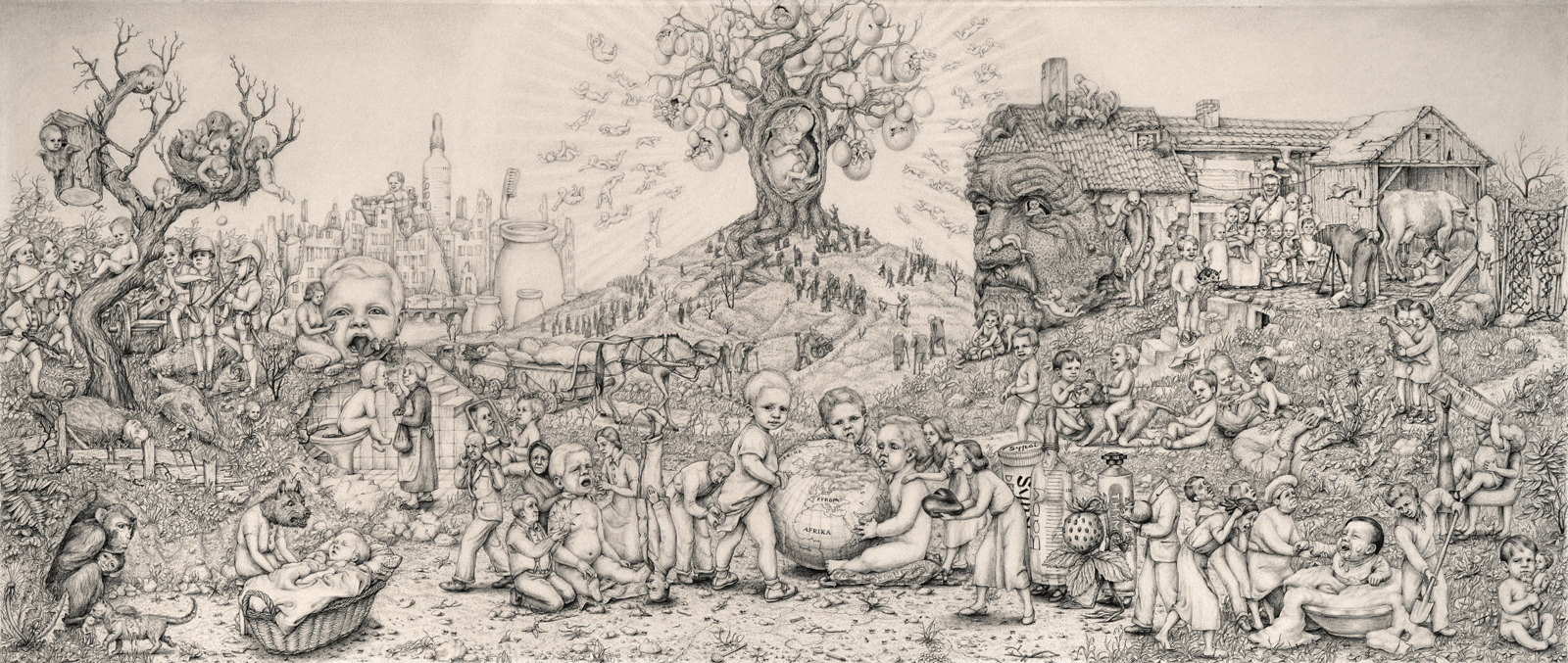
Strom života (1950)
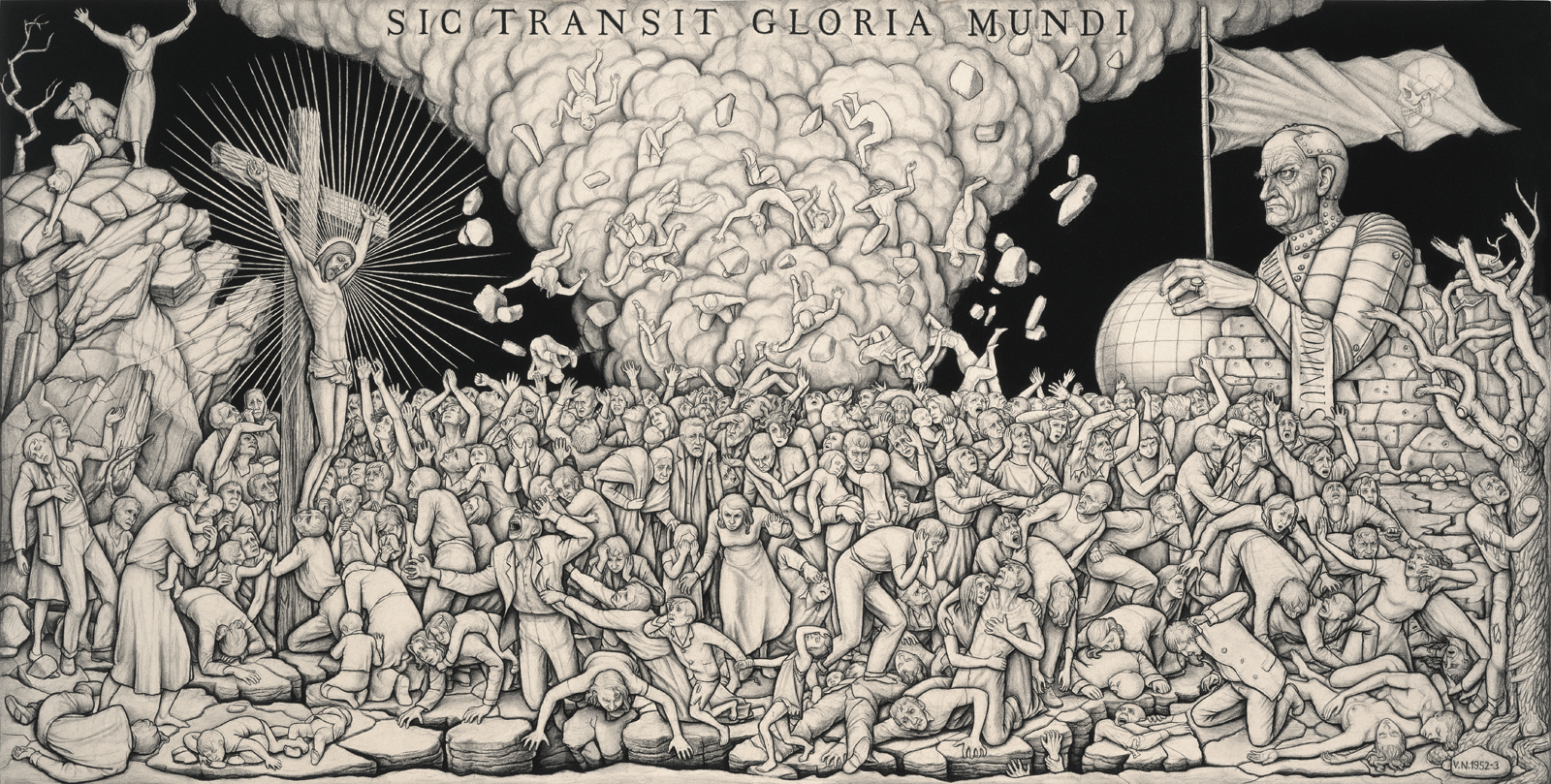
Tak končí sláva světa (1952–1953)

Věřiny velké nástěnné malby pro čekárnu dětské nemocnice na Karlově náměstí na náměty klasických českých pohádek (1953) dal režim krátce po dohotovení odstranit pro ideologickou závadnost.
Během pobytů na venkově maluje Nováková idylické krajiny a portréty svých blízkých, ale v polovině 50. let opouští realistické zobrazení postupnou redukcí škály barev, stylizací postav, plošnou až geometrizující kresbou, zjednodušením a ornamentalizací formy. V souvislosti s příklonem ke křesťanství se v jejích obrazech objevují biblické motivy, zprvu zasazené do současných reálií (Job I, 1954; Svět pod křížem, 1954–1955), později i redukované do minimalizovaných forem (František s bratry ptáčky, 1958; Mater Dolorosa, 1959).
V 60. letech začala používat disperzní pojidlo akronex a s ním strukturální až reliefní malbu (Ukřižovaný, 1964) a vytvořila sérii abstraktních i figurálních obrazů s reliéfem tvořeným pískem, kamínky nebo sklem (Vyjasňování, 1964; Člověk z hlíny, 1964).

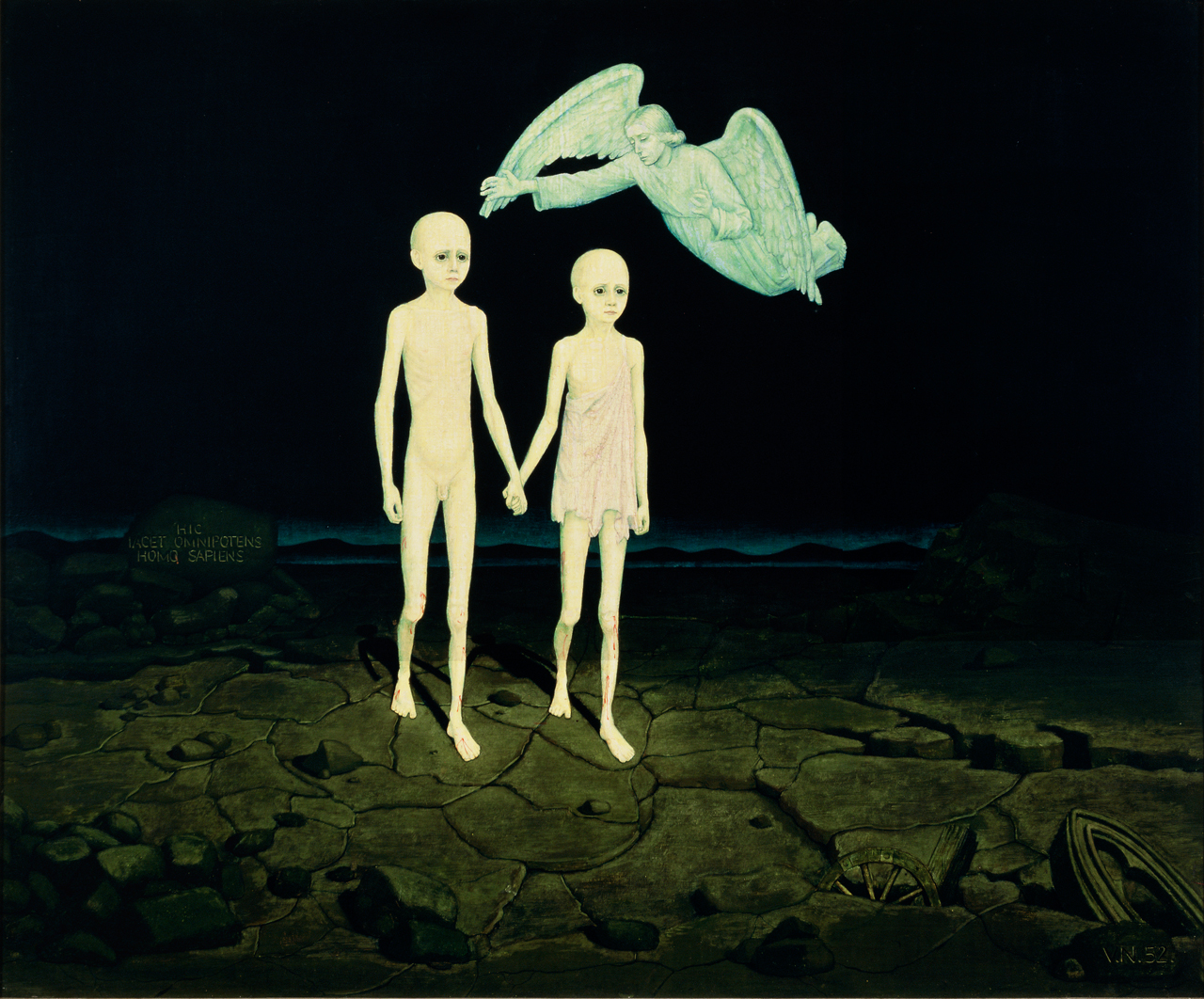
Po konci (1952)
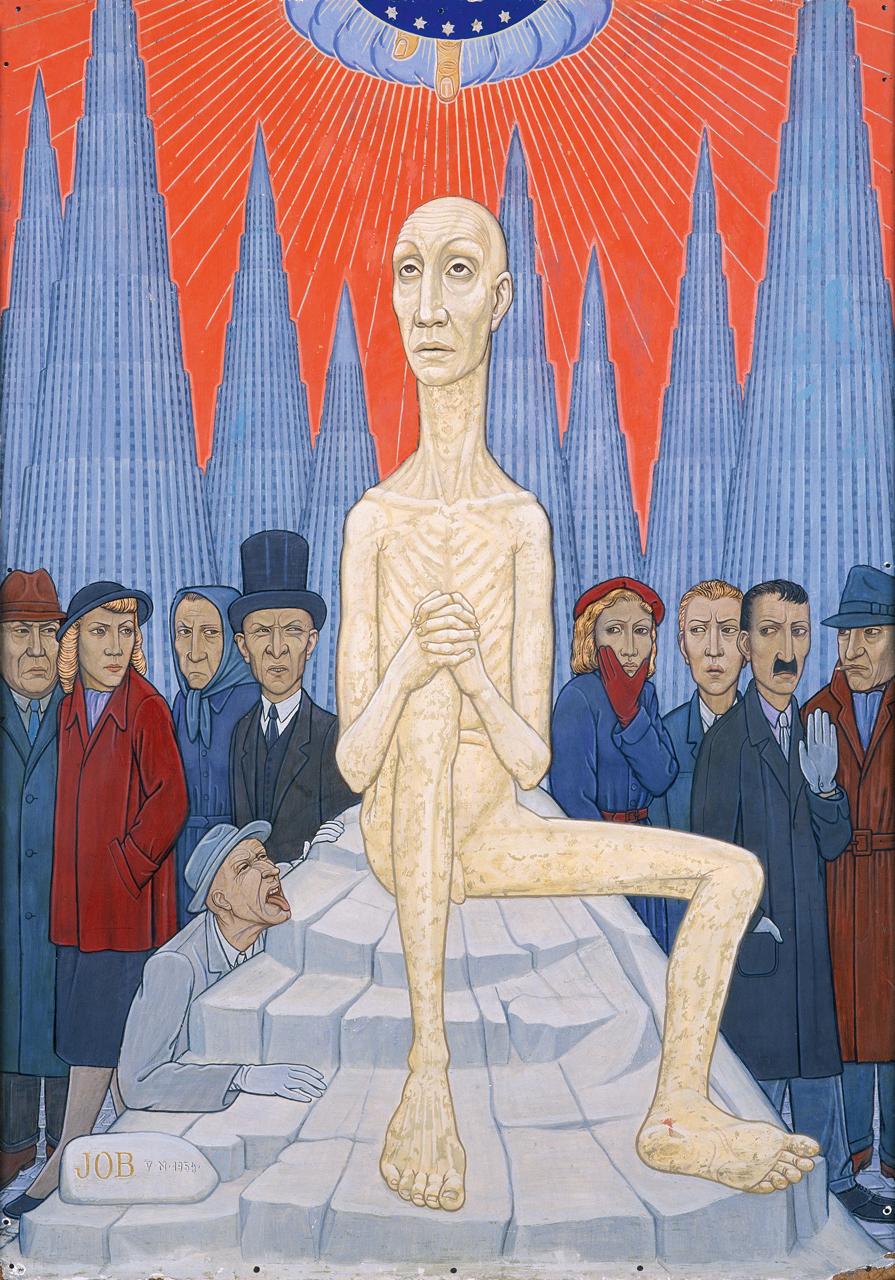
Job I (1954)
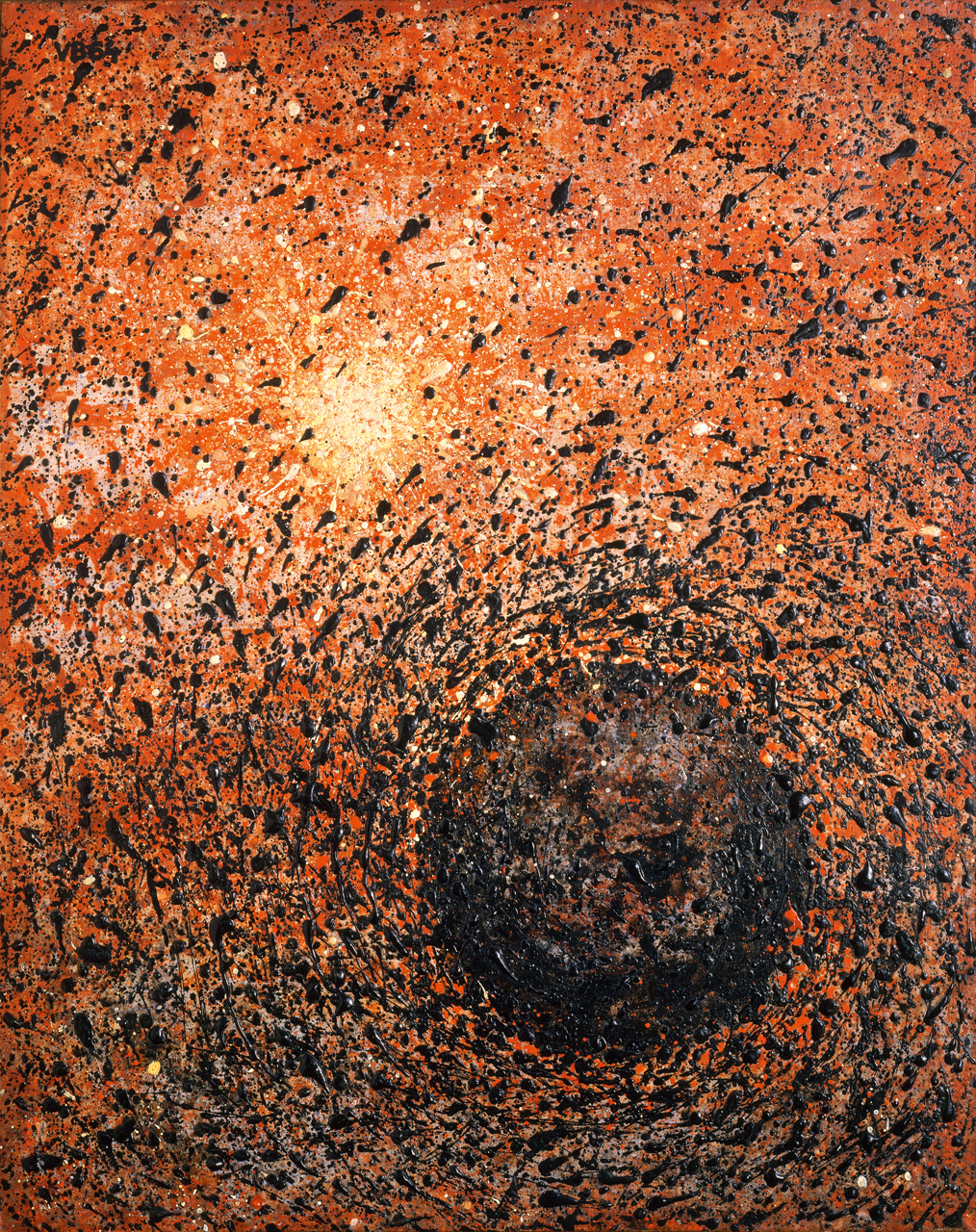
Vyjasňování (1964)
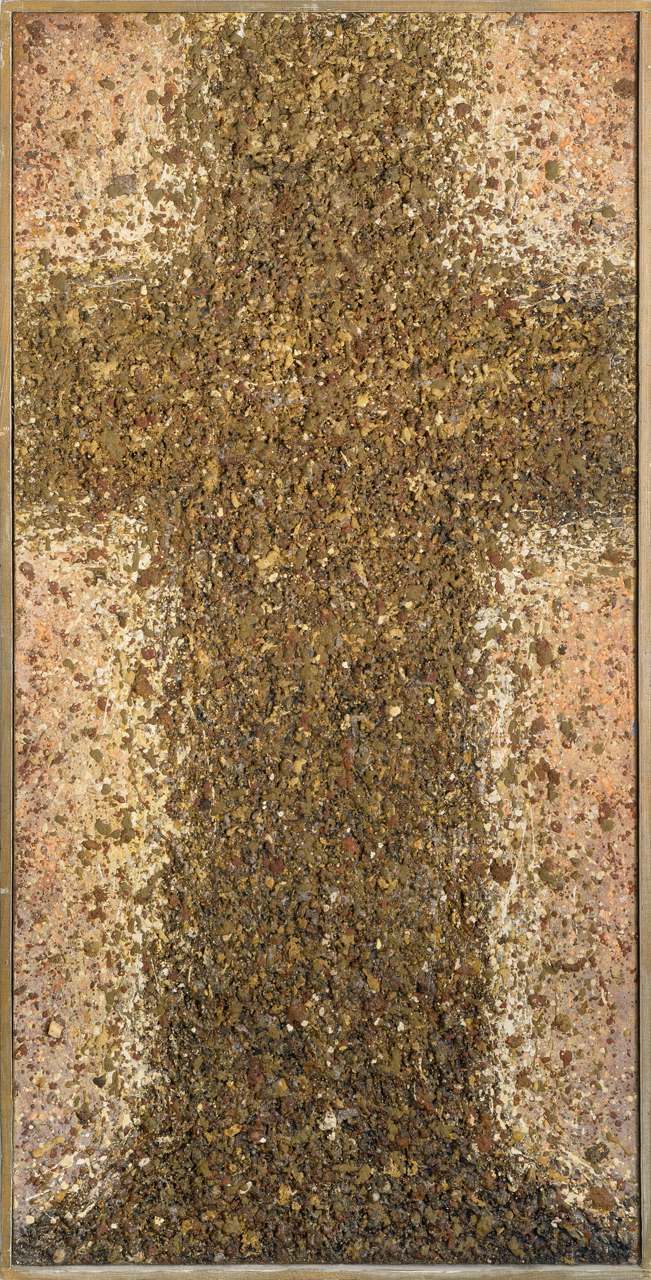
Člověk z hlíny (1964)
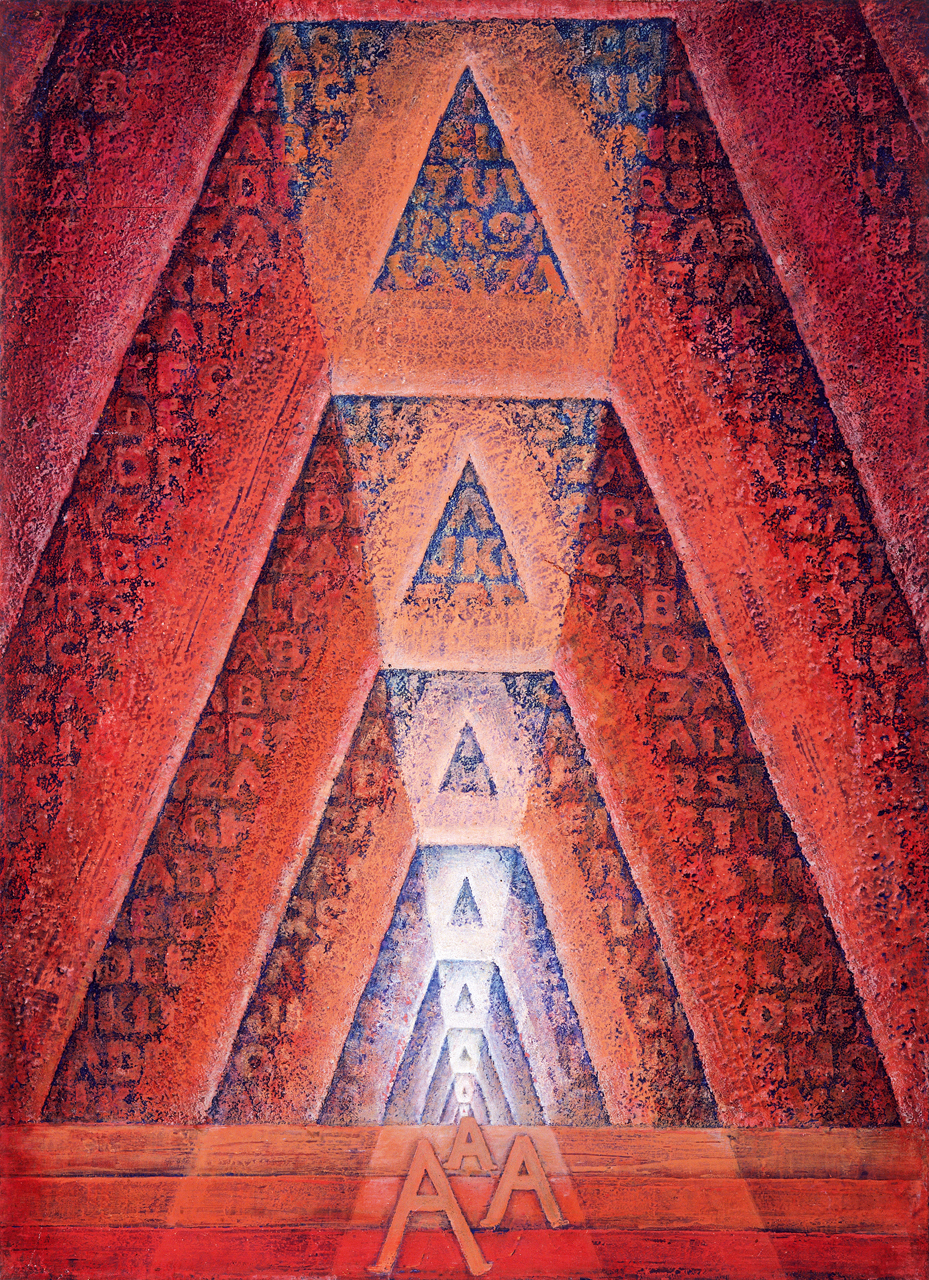
Architektura (1965)

Při výtvarné spolupráci s Pavlem Brázdou na dětské knížce Josefa Hiršala a Bohumily Grögerové Co se slovy všechno poví (1964) ji poprvé zaujala výrazovost a osobitost jednotlivých písmen, jejich výmluvnost a sdělnost, vyjádřená nejjednoduššími geometrickými prostředky. Ve druhé polovině 60. let maluje obrazy komponované z tvarosloví písmen a jejich jednoduchých znaků (Vegetace, 1966) i figurální obrazy (Milosrdný Samaritán, 1967).
Počátkem 70. let se vrátila k veristickému zobrazení v obrazech naplněných symboly tísně, zmařených nadějí a melancholie (Ztracený klíč).
Portréty přátel, členů rodiny a jejich dětí vznikaly od 80. let, často jako dar k životnímu jubileu. Na objednávku Arcibiskupského paláce namalovala v roce 1989 portréty kardinálů Berana a Tomáška.

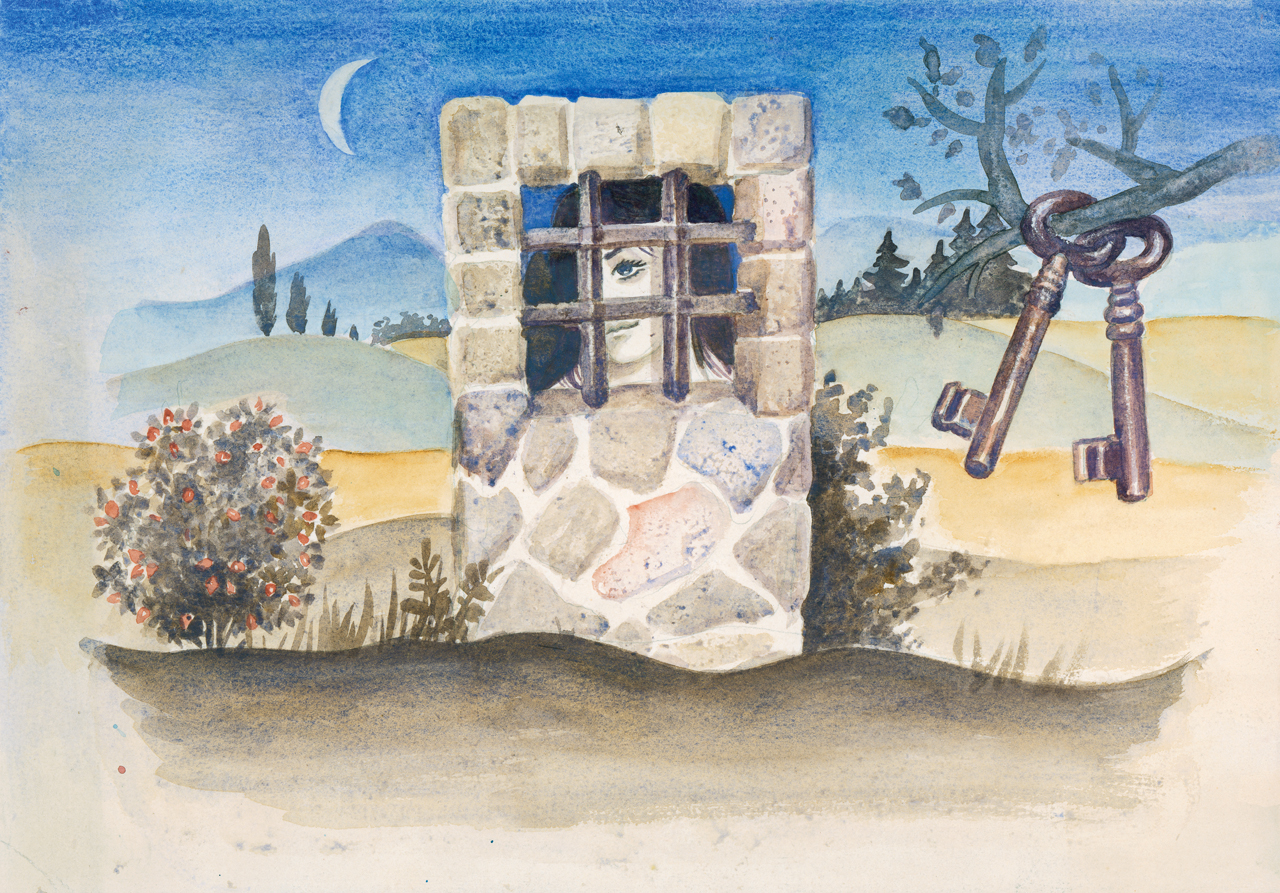
Ztracený klíč (1972)
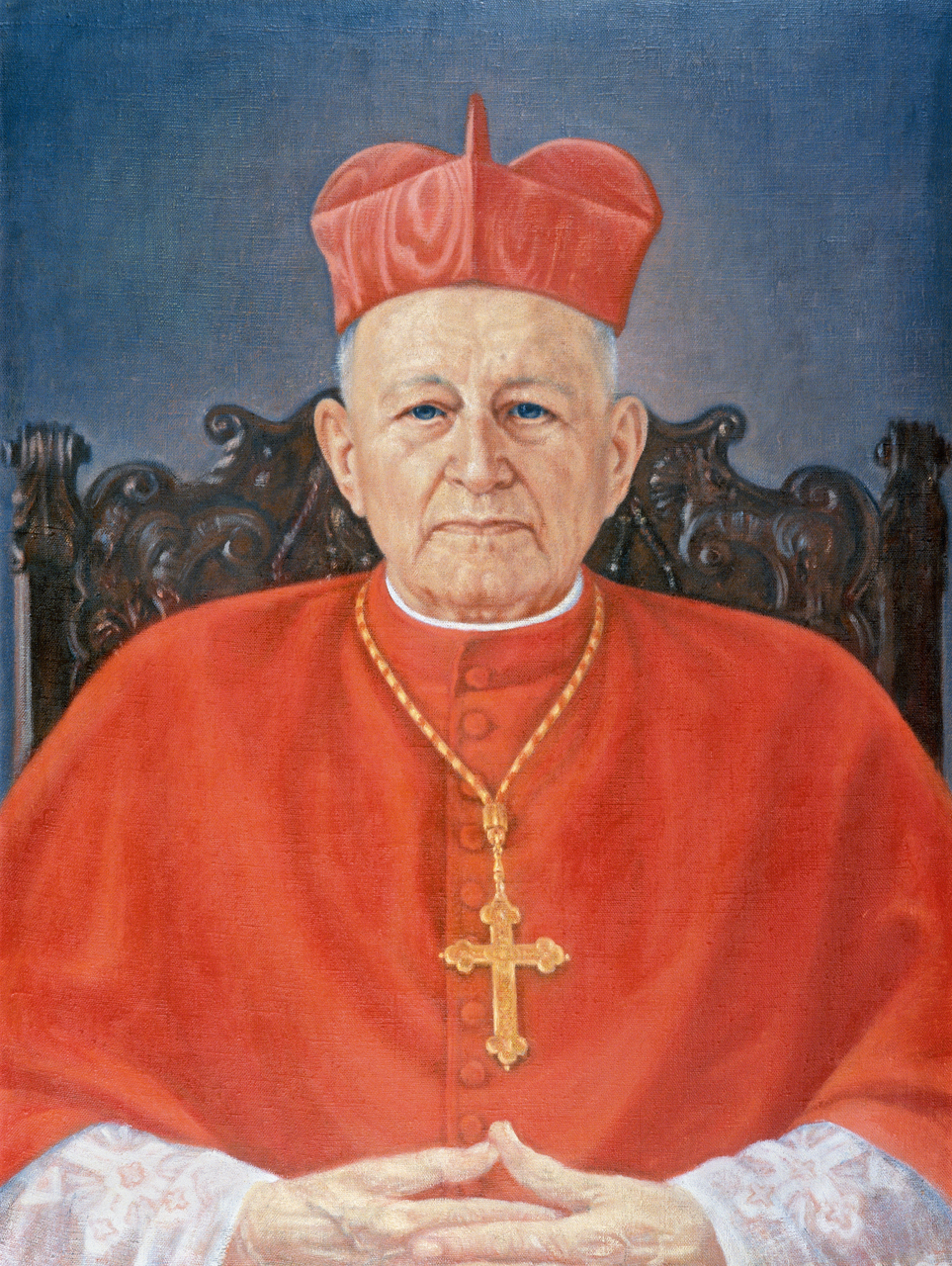
Kardinál František Tomášek (1989)
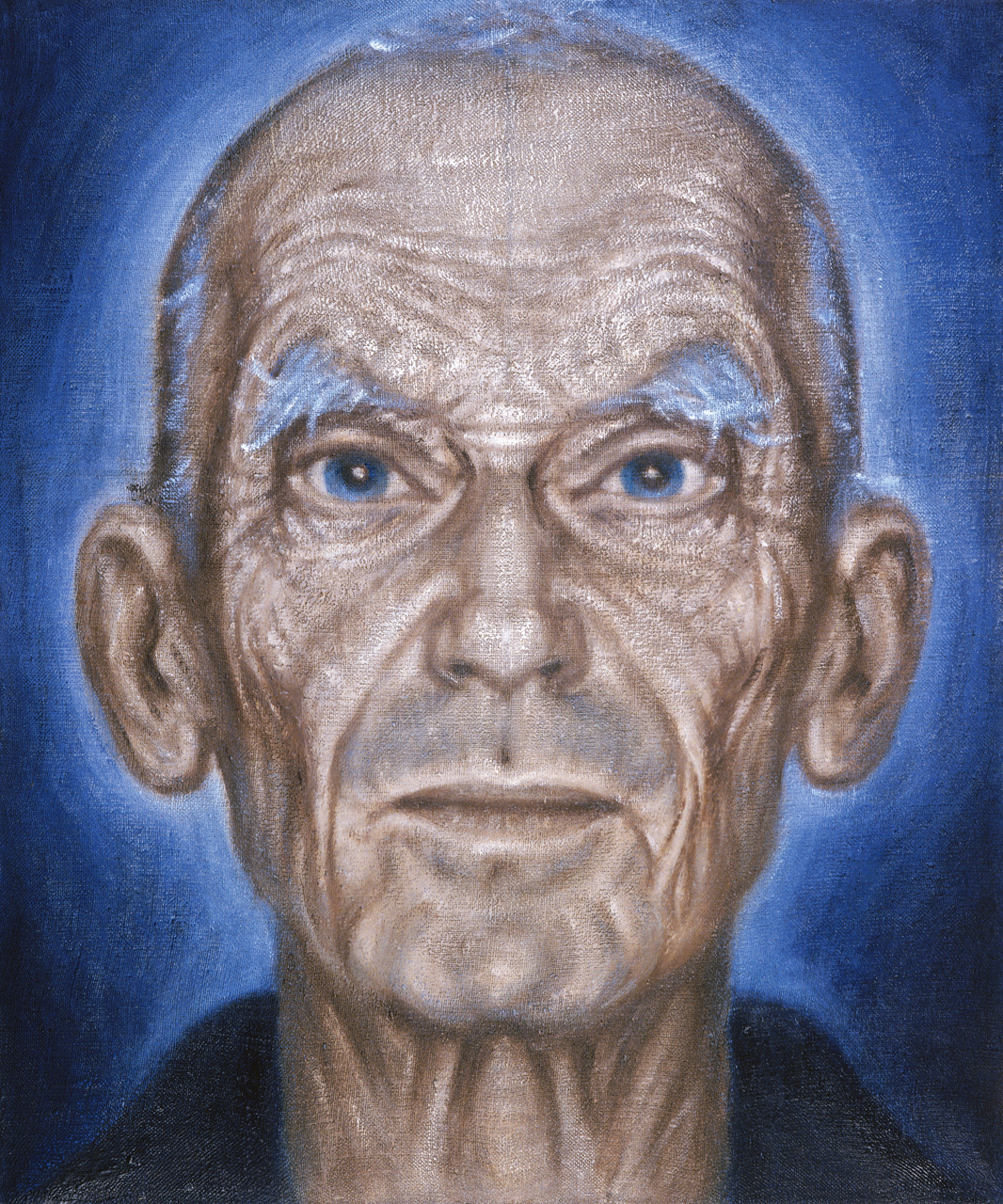
Pavel Brázda (2006)
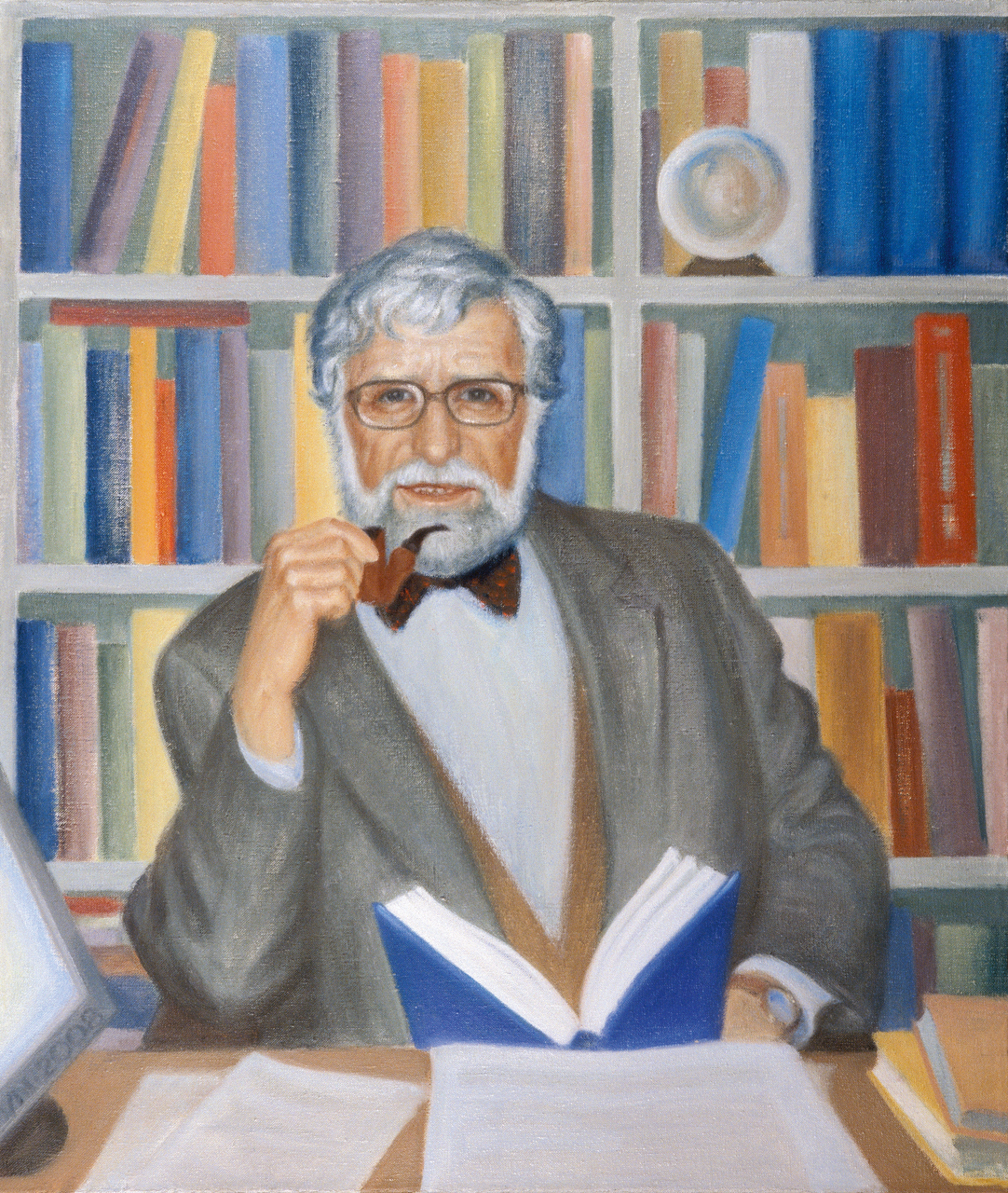
Ivan Havel (2008)
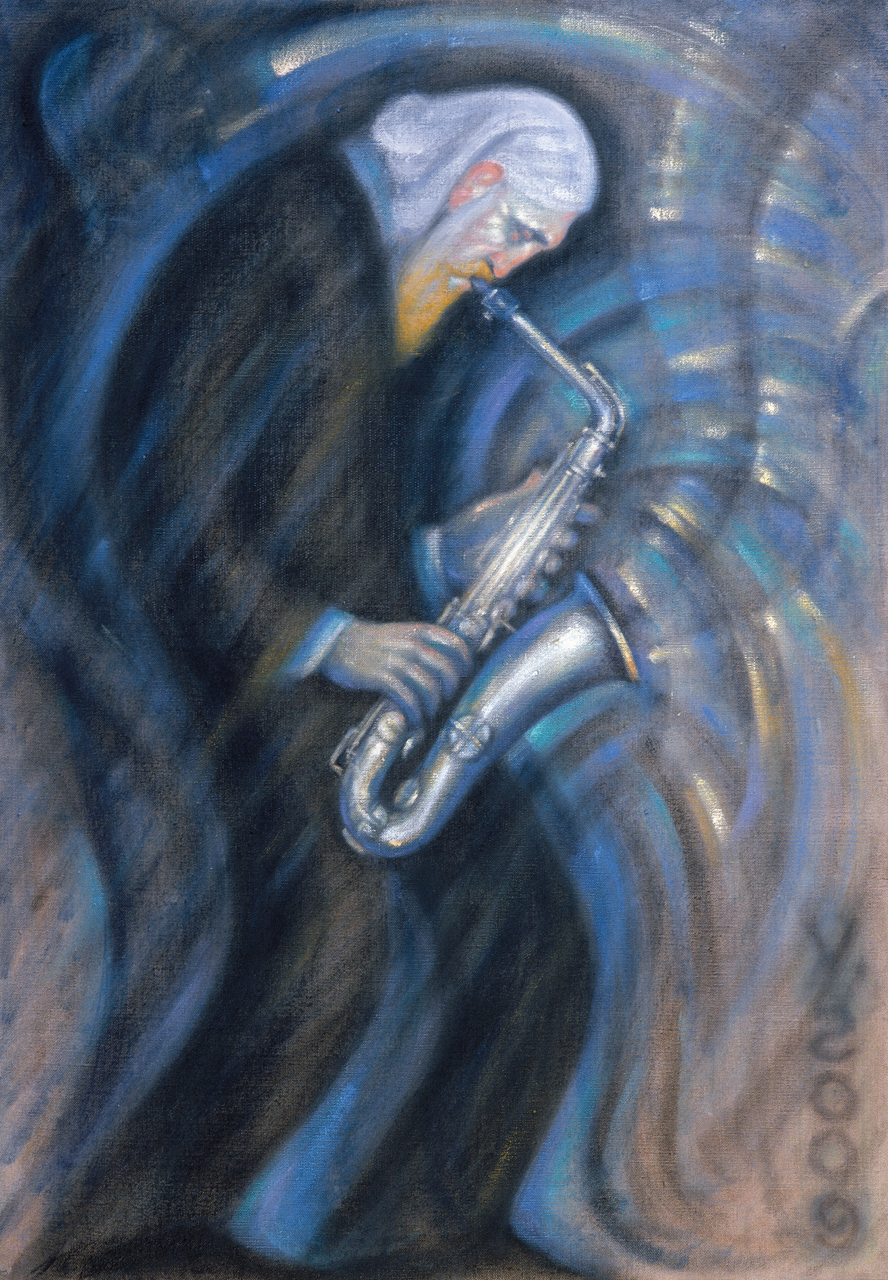
Vratislav Brabenec (2009–2010)

Od návštěvy USA počátkem 90. let se datují obrazy, které používají písmena jako samostatný formální výtvarný symbol ve významovém spojení s řečí. Ještě výraznější je toto spojení v sérii grafických listů z roku 2000, kde písmena doprovázejí texty Věry Novákové založené na důsledné aliteraci. Dominantním znakem jsou v řadě obrazů křivky písmene S, které je počátkem slov ztvárněných jako symbolické náměty obrazů (Slzy stařičké Sfingy, 2007), jinde vystupuje jako otazník (Soupeři, 2008).

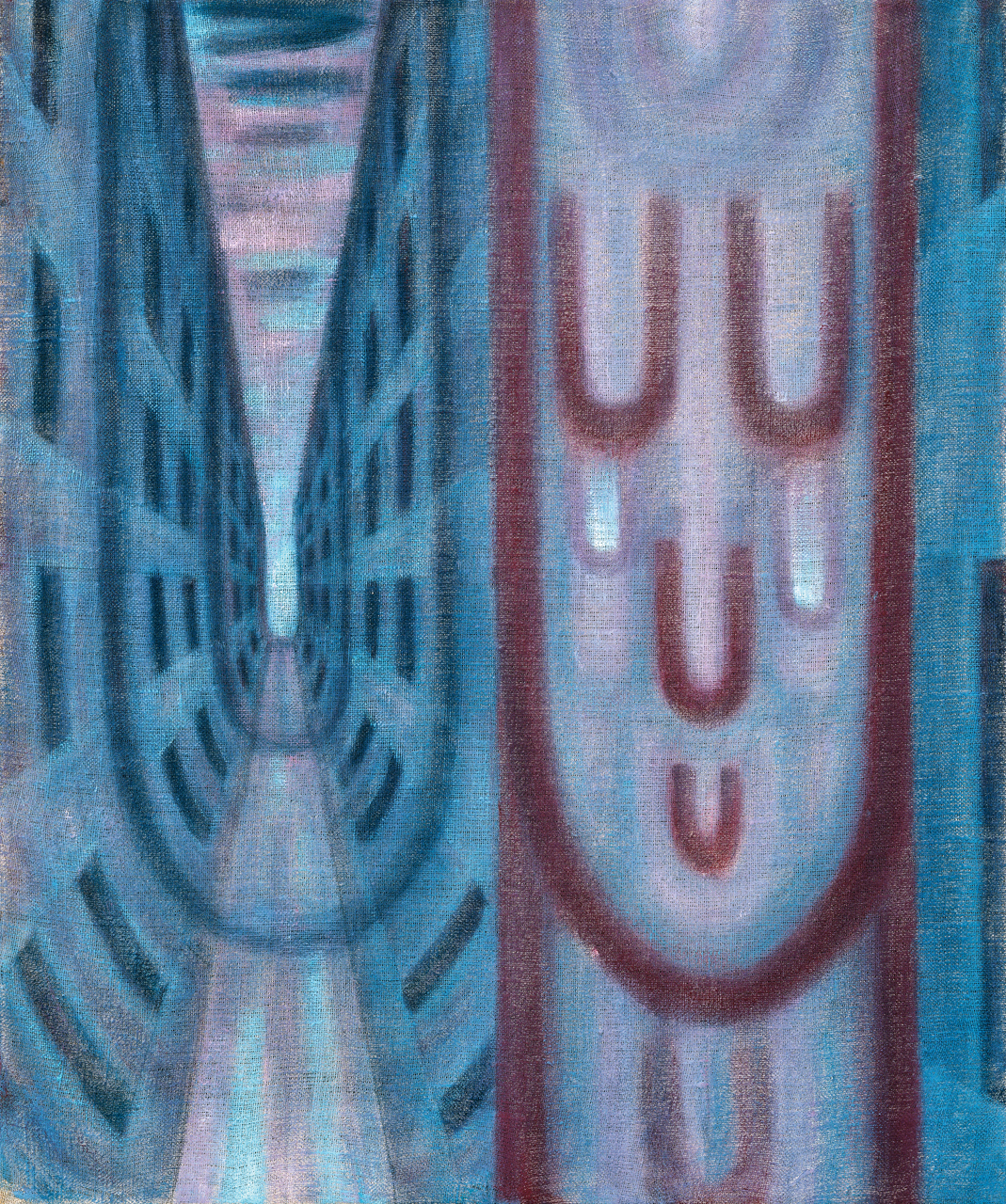
Ulička úzkosti (1996)
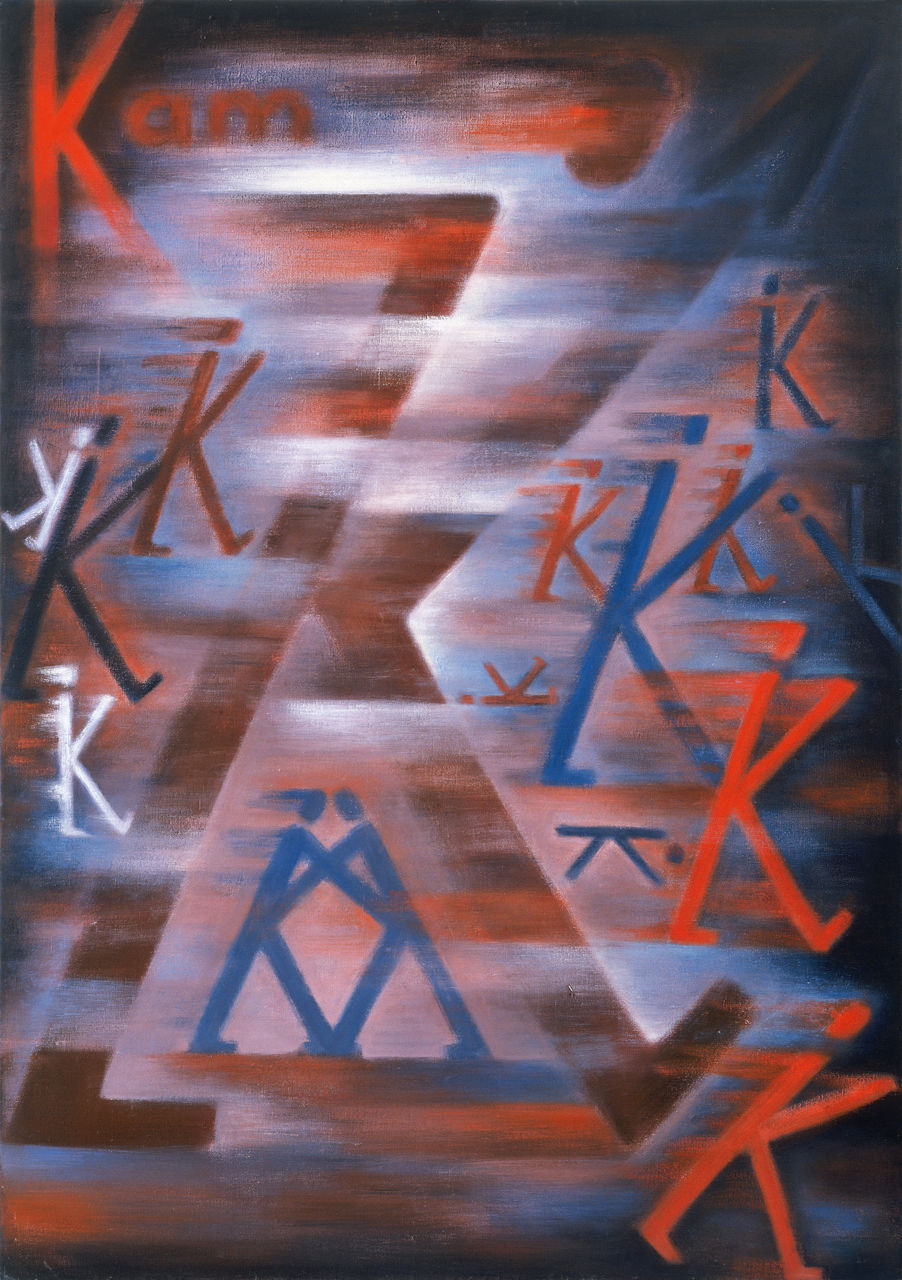
Kam kráčíš (2001)
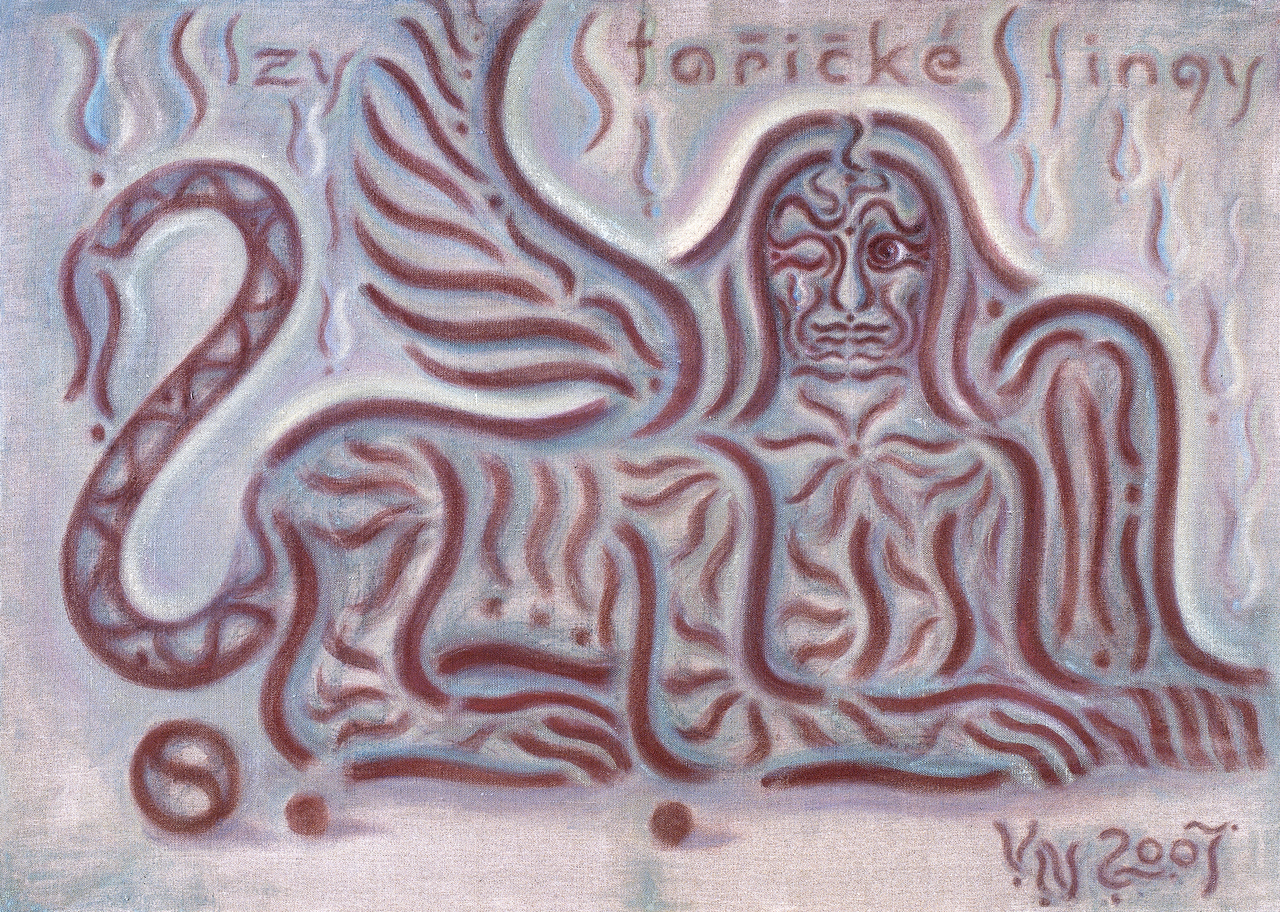
Slzy stařičké Sfingy (2007)
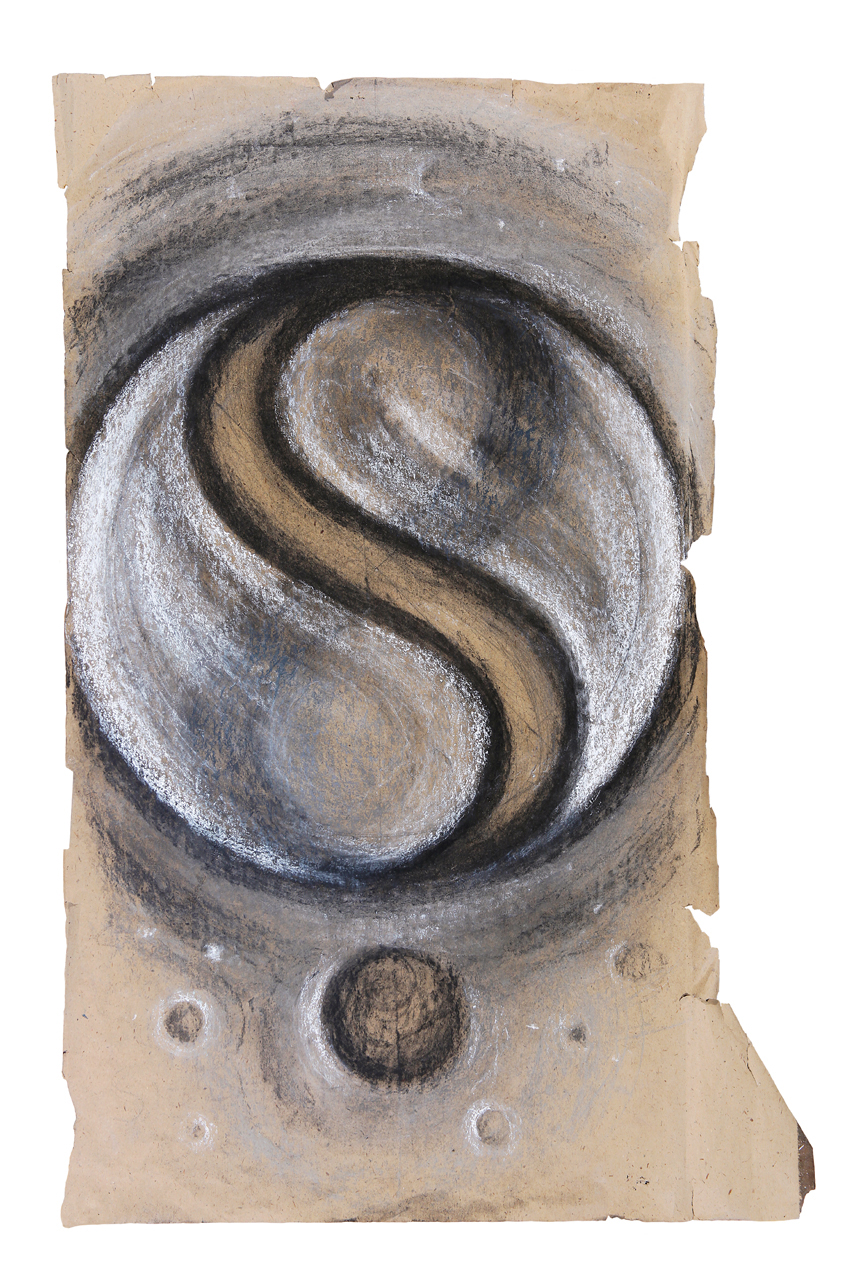
Spojitost (2008)

Od druhé poloviny 90. let tvoří Věra Nováková obrazy v nichž konfrontuje morální stav společnosti s biblickými příběhy (Pašijový cyklus, Veřejné mínění), zabývá se tématy uchování života a okamžikem zrození (Embryo, 2005).

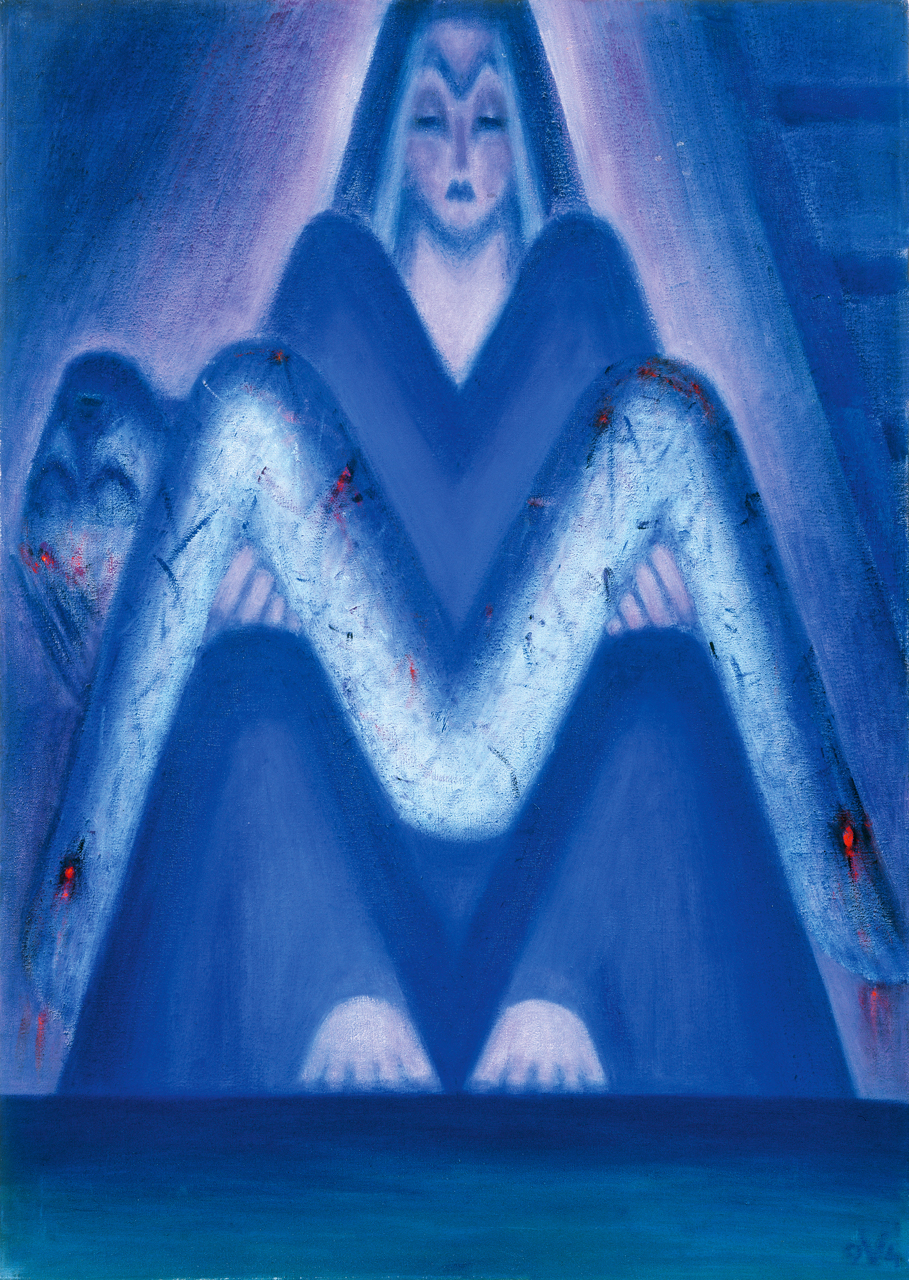
Mrtvý Mesiáš (1994)
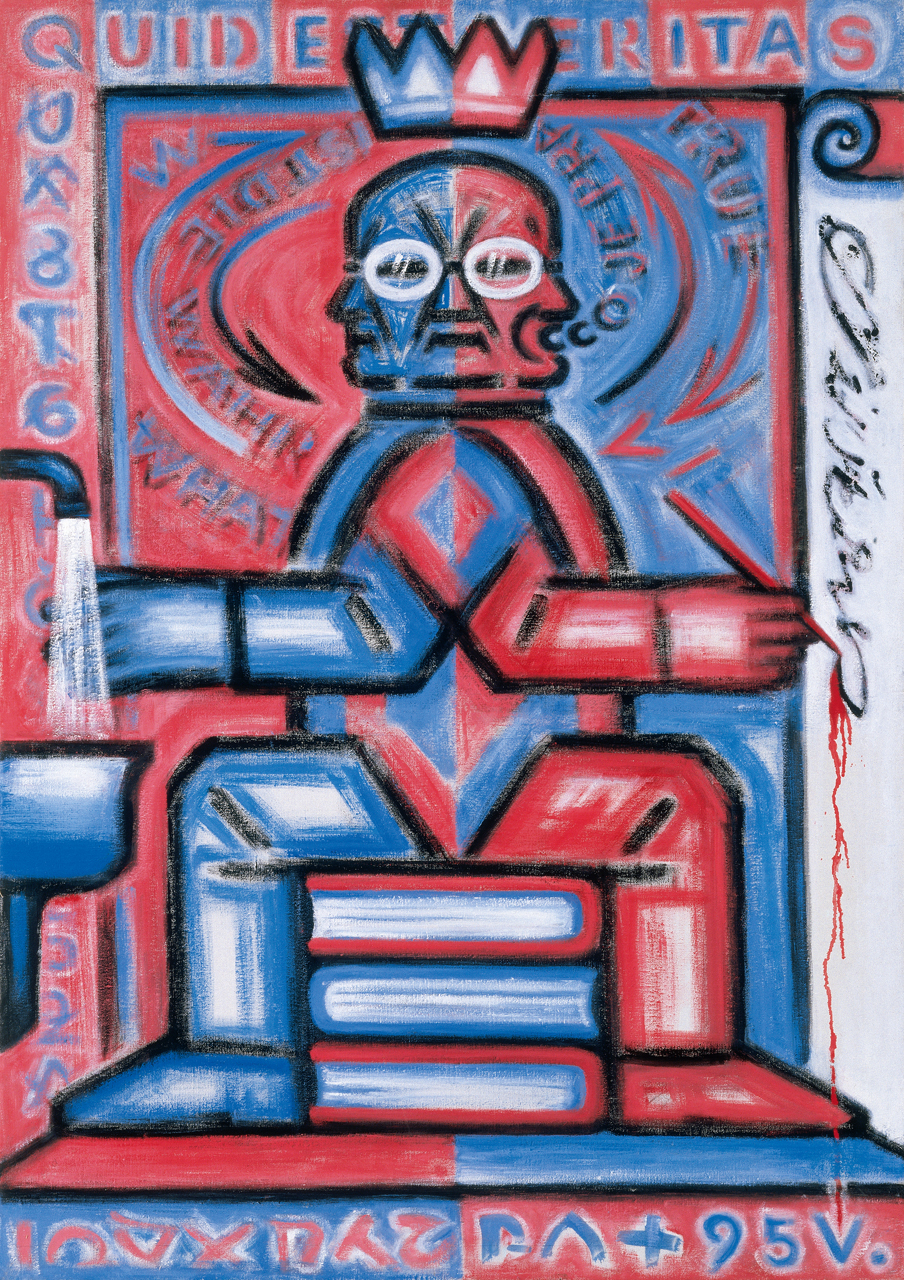
Český Pilát – Co je pravda (1995)
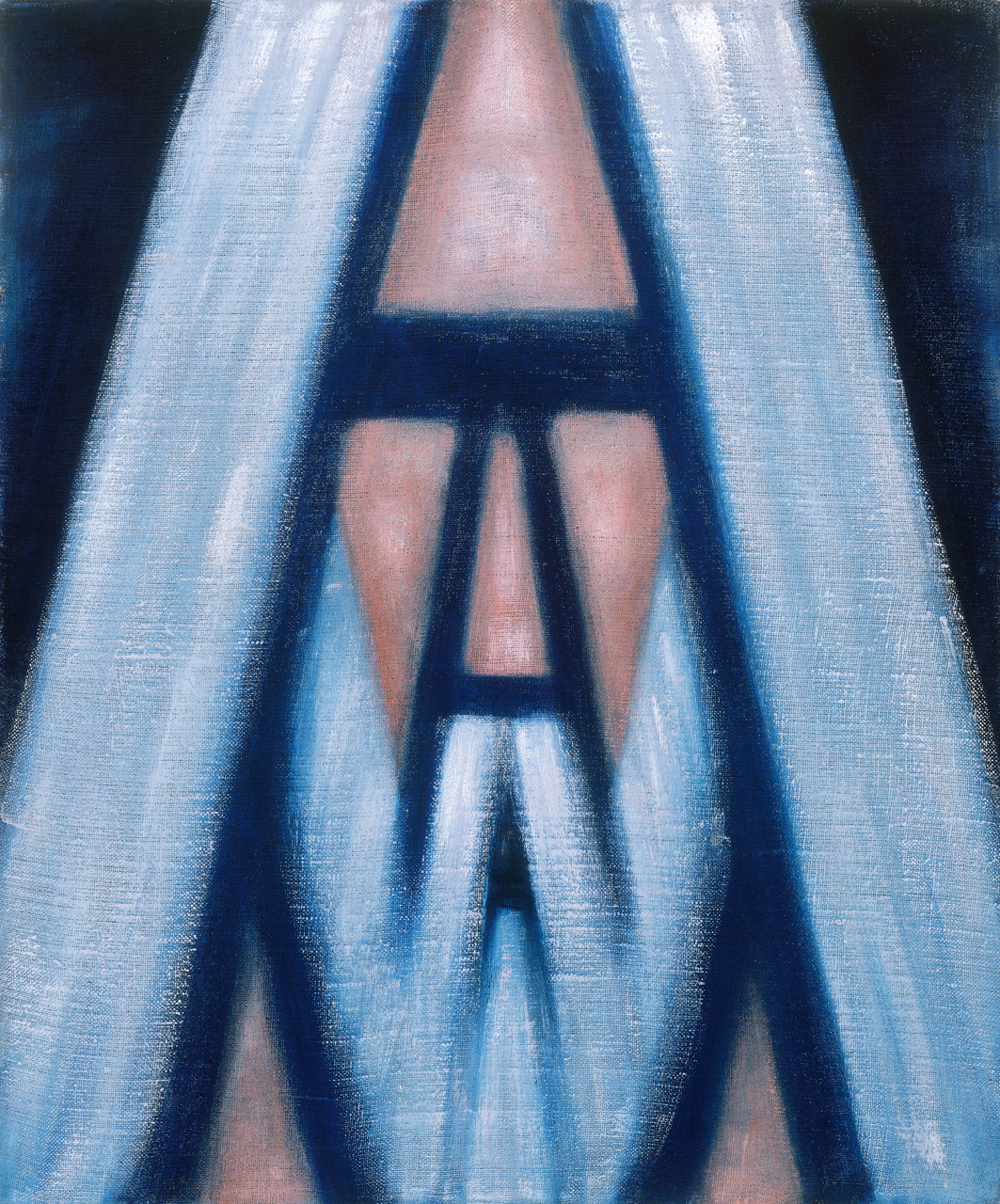
Abraham I (1996)
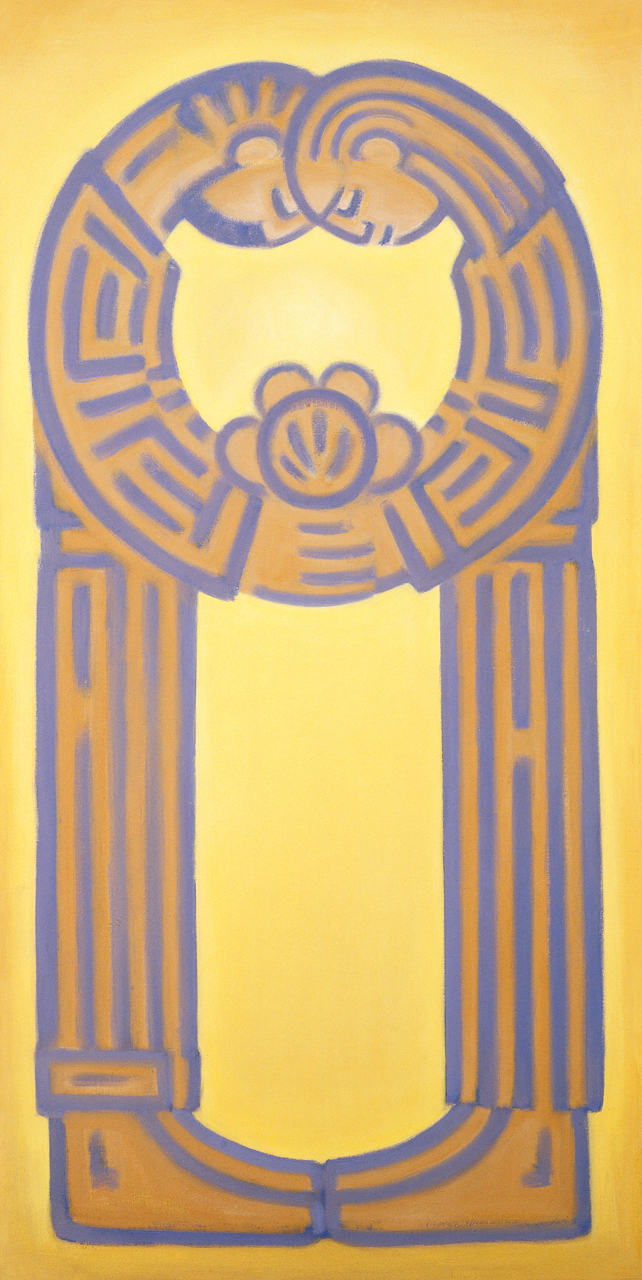

- 1+1=3 (2002–2004)
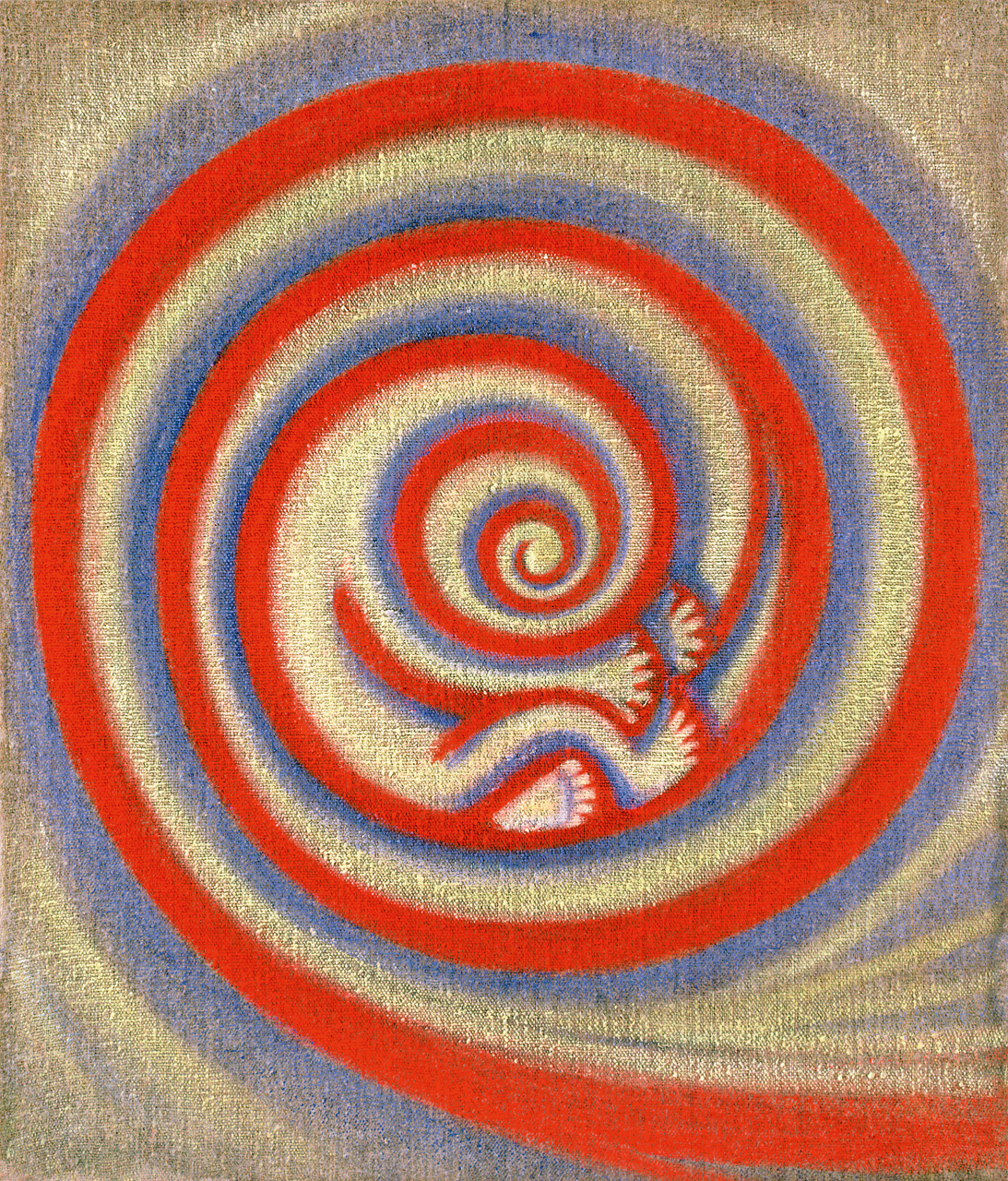
Embryo (2005)

Vratkost i vzrušující dobrodružství lidské existence pojednává zatím poslední obrazový cyklus Provazochodec (2013).

### Sochy a reliéfy
Kubizující stylizace a sumární pojetí figur předjímá jejich pozdější ztvárnění nejprve v hlíně a později ve spolupráci s kameníkem také v pískovci (Adam, Eva, 1998) a vápenci (David, 2001). Největší plastika Goliáš byla z praktických důvodů zhotovena v lehčím laminátu (2002). Cyklus sedmi sádrových reliéfů Via vitae vznikal v letech 2003–2005. Cestu životem symbolicky ukončuje kombinace sádrového reliéfu a kamenného lože Hlava v zemi (2005).
Socha Svobody v epoxidové i v bronzové verzi a kovaná Směrovka Svobody (2007) jsou pojaty jako postavy s rukama ve tvaru písmene S a ukazováčky směřujícími opačným směrem a symbolizujícími svobodu volby.

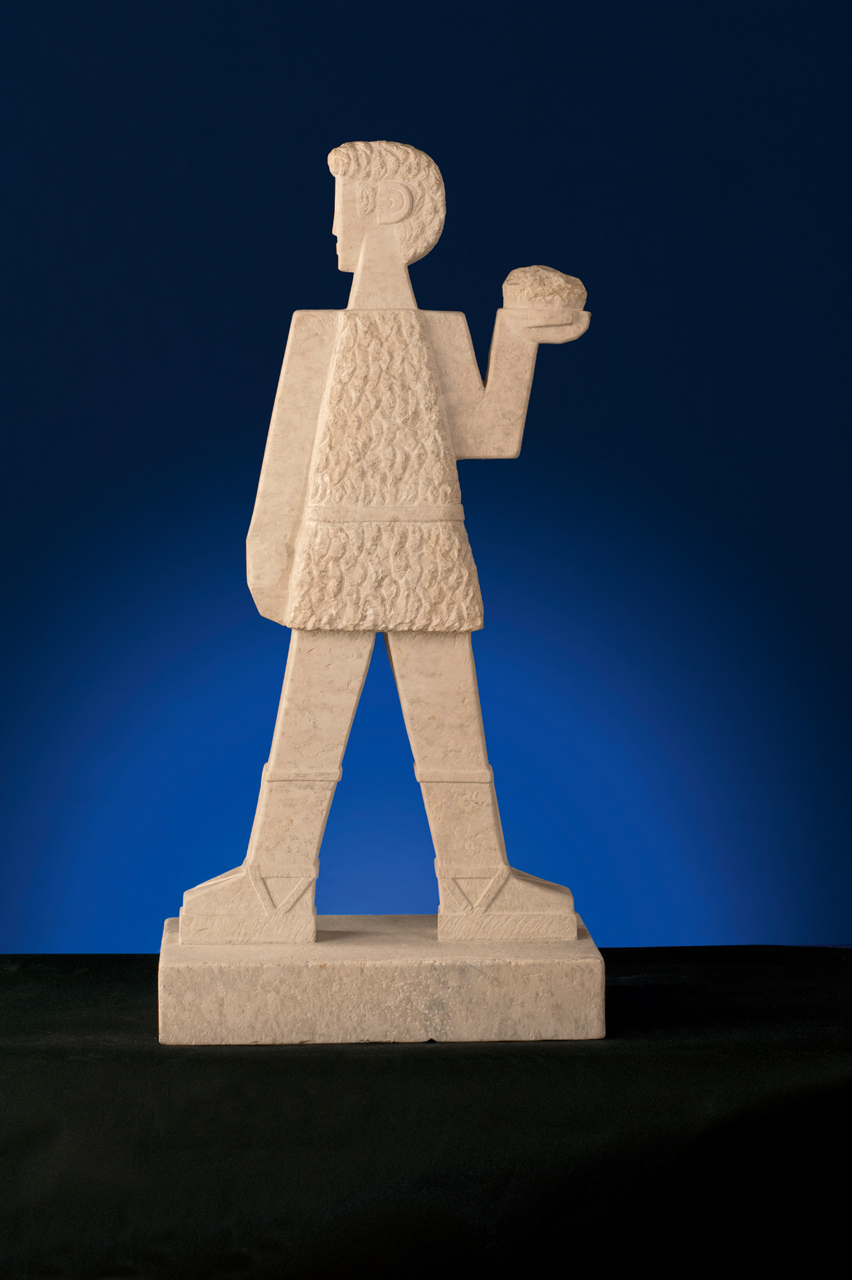
David (2001)
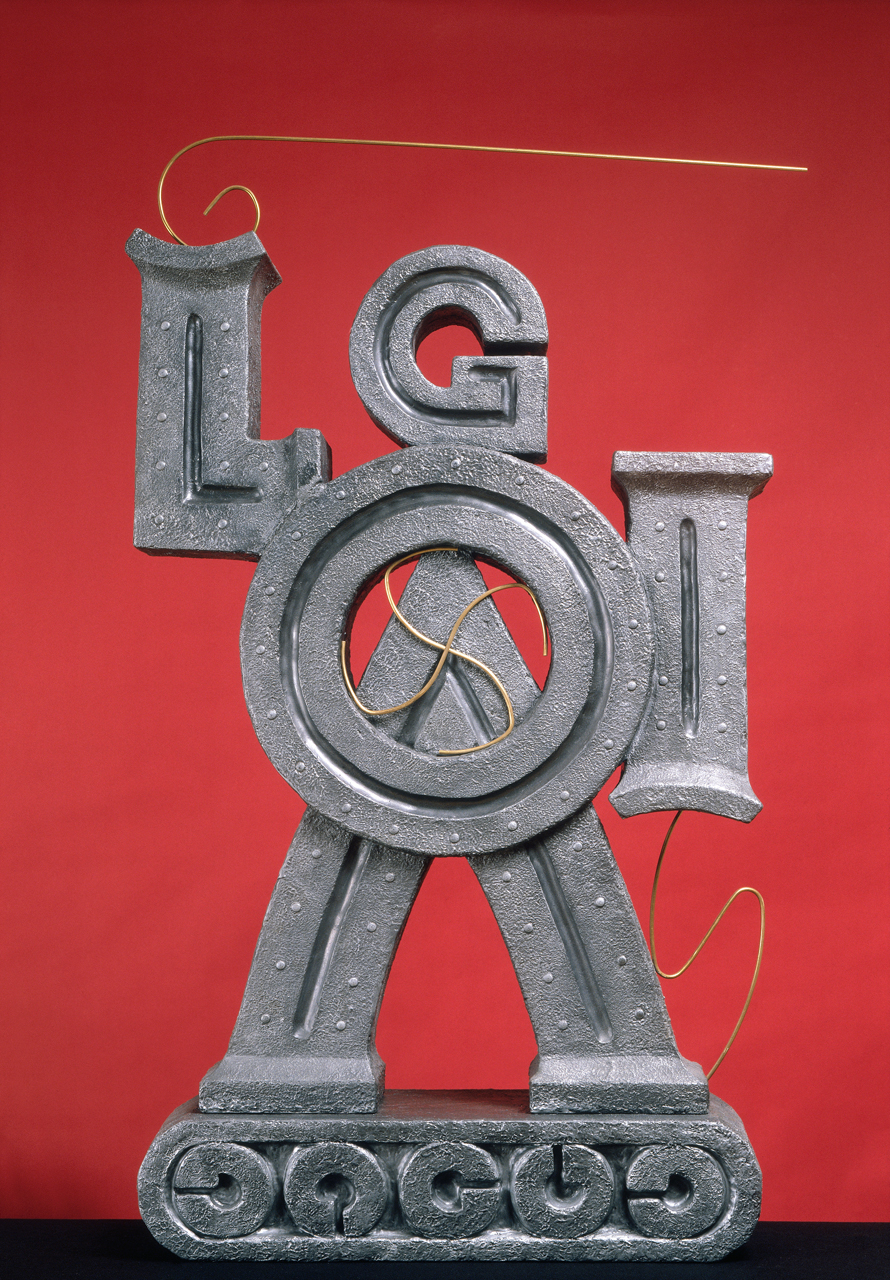
Goliáš (2002)
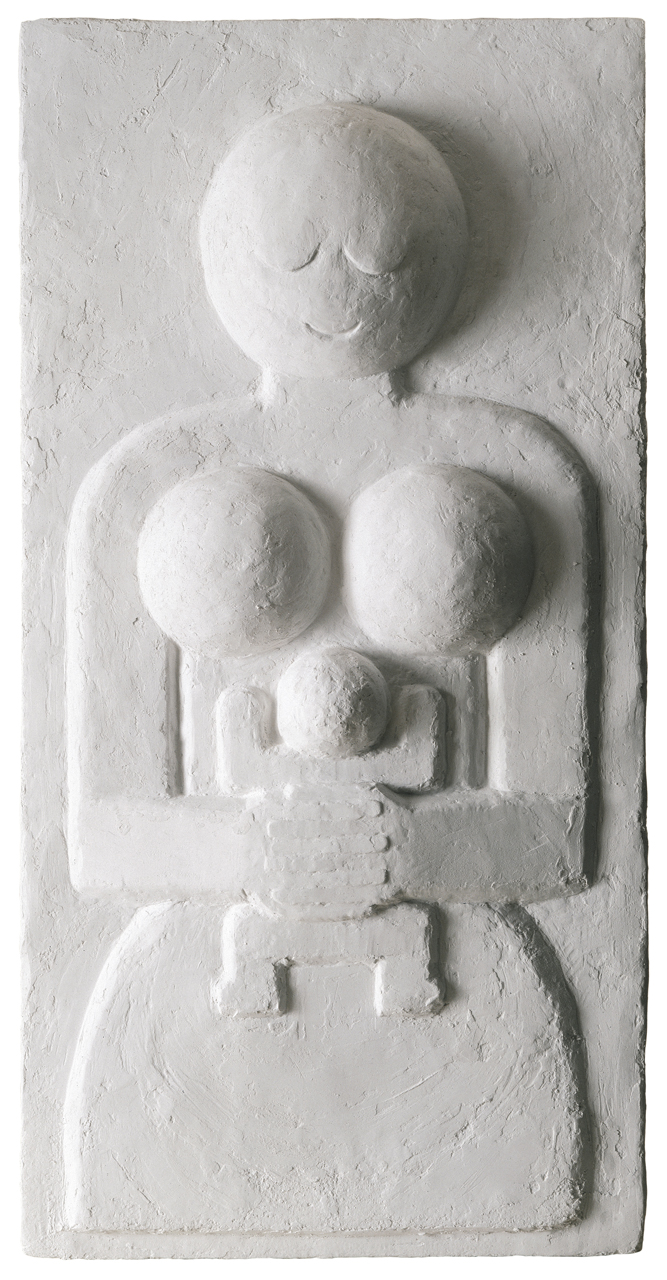
Samodruhá (2004)
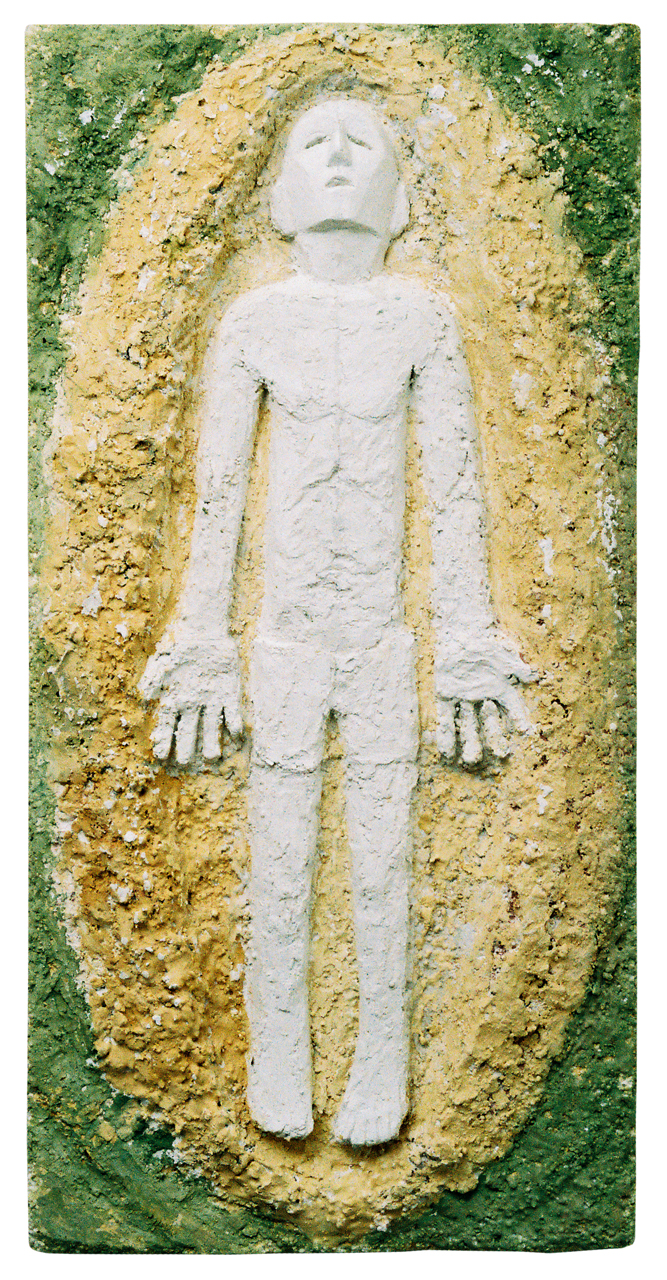
Země otevřela svá ústa (2005)

### Ilustrace
Věra Nováková se zabývala i příležitostnými ilustracemi, především pro nakladatelství dětské knihy Albatros a pro nakladatelství Československý spisovatel, občas ve spolupráci se svým mužem Pavlem Brázdou. V 60. letech se podařilo prosadit vydání vzpomínkové knihy Heleny Čapkové Moji milí bratři, knihu Josefa Hiršala a Bohumily Grögerové Co se slovy všechno poví a výbor z Lermontova Stesk rozumu. Po roce 1968 a čistkách mezi redaktory zbyla jen okrajová nakladatelství s možností ilustrovat leporela a omalovánky, většinou jako zdroj obživy. Věra Nováková také ilustrovala odbornou literaturu lékařskou a přírodovědeckou.

### Ocenění
- 2006 Cena Revolver revue
- 2007 Zapsána do žižkovské Knihy cti „za významnou celoživotní činnost“.

### Zastoupení ve sbírkách
- Národní galerie Praha
- Severočeská galerie výtvarného umění v Litoměřicích
- Galerie středočeského kraje v Kutné Hoře
- Galerie výtvarného umění v Chebu
- Muzeum umění Olomouc
- Galerie Klatovy / Klenová

### Výstavy

#### Autorské
- 1998 Obrazy z 60. a 90. let, Galerie bratří Čapků, Praha
- 2000 Galerie Ve věži, Horní Planá u Mariánských Lázní
- 2002 Práce z poloviny minulého století, Galerie Ztichlá klika, Praha
- 2005 Staré příběhy, obrazy, sochy, reliéfy, kresby, Galerie Navrátil, Praha
- 2007–2008 Panta rei, Galerie Navrátil, Praha
- 2008 Věra Nováková, České kulturní centrum v Paříži
- 2010 Znaky, Kostel Nejsvětějšího Salvátora u Karlova mostu, Praha
- 2010 Věra Nováková, Kulturní dům Střelnice, Rumburk
- 2011 Retrospektiva, Galerie Klatovy/Klenová
- 2011 Výběr z díla 1949–2010, Galerie 5. patro, Praha
- 2013 Věra Nováková – malba, grafika, sochy, Cesta 1949–2013, Městské muzeum Vodňany
- 2013 Provazochodec, Galerie Navrátil, Praha
- 2014 Věra Nováková: Ano a ne, Galerie Dorka, Domažlice
- 2016 Věra Nováková: Před hradbami, Galerie Novoměstská radnice, Praha
- 2017 Věra Nováková, Egon Schiele Art Centrum, Český Krumlov
- 2021 Věra Nováková – kresba a malba, Galerie Jiřího Jílka, Šumperk[13]
- 2021 Řeč písma Věry Novákové, Galerie Ztichlá klika, Praha
- 2022 Věra Nováková: Via vitae, DOX, Praha[14]

#### S Pavlem Brázdou
- 1976 Pavel Brázda a Věra Nováková, Divadlo v Nerudovce, Praha
- 1992 Pavel Brázda/Věra Nováková – 50. léta, Galerie PKC Ženské domovy, Praha, Vlastivědné muzeum v Olomouci, Městské muzeum v Chebu, Československé kulturní centrum v Budapešti
- 1992 Pavel Brázda a Věra Nováková, TreppTower Galerie, (Festival Grenzenlos, kulturele Begegnung Prag – Berlin)
- 1993 Pavel Brázda/Věra Nováková, 50.–60. léta, Galerie Archa na Zámku ve Zlíně
- 1996 Pavel Brázda/Věra Nováková, Muzeum a galerie v Břeclavi, Břeclav
- 2000 Pavel Brázda/Věra Nováková, strukturální obrazy a reliéfy z první poloviny 50. let, Galerie Millenium, Praha
- 2001 Pavel Brázda/Věra Nováková, 50. léta po padesáti letech, Kulturní dům (bývalá synagoga), Dobříš
- 2007 Věra Nováková/Pavel Brázda, Galerie V kapli, Bruntál
- 2010 Brázda/Nováková/Sobotka, 50. léta, Galerie Ztichlá klika, Praha
- 2010 Věra Nováková/Pavel Brázda. Obrazy, grafiky a ilustrace ke knize Heleny Čapkové Moji milí bratři, Městské muzeum a galerie v Úpici

#### Skupinové (výběr)
- 1968 II. pražský salon, Výstavní síň U Hybernů, Praha
- 1988 Salon pražských výtvarníků, PFOJF, Praha
- 1989 Minulost a budoucnost, Vinohradská tržnice, Praha
- 1990 Polymorphie – Tschekoslowakei 1939–1990, Martin Gropius Bau, Berlin
- 1996 Výstava prací s křesťanskou tematikou, Galerie Ambit, Praha
- 1997 Mezi tradicí a experimentem. Práce na papíře v českém umění 1939–1989, Muzeum umění v Olomouci
- 2000–2001 100+1 uměleckých děl z dvacátého století, České muzeum výtvarných umění v Praze v Domě U Černé Matky Boží
- 2002 Anima-Animus, Dům umění města Brna, Brno, Galerie Zlatá husa, Praha
- 2002–2003 Současný akvarel, Galerie Navrátil, Praha, Olomouc, České Budějovice, Brno
- 2003 Pocta Madoně, Galerie Navrátil
- 2008 Nový zlínský salon V, 2008, Krajská galerie výtvarného umění ve Zlíně
- 2009 Zarekwirowano (Zabaveno), Muzeum Miejskie Wroclawia – Arsenal, Wroclaw
- 2010 Planeta Eden – Svět zítřka v socialistickém Československu v letech 1948–1978, Dům umění města Brna, Centrum současného umění DOX
- 2010 Roky ve dnech – české umění 1945–1957, Galerie hlavního města Prahy – Městská knihovna
- 2012–2013 Od Tiziana po Warhola: Muzeum umění Olomouc 1951–2011 (IV. Výtvarné umění 1948–2011), Trojlodí, Olomouc
- 2013 keramická dílna Chnapkovi, Osvračín
- 2014 GreyGold, Dům umění města Brna
- 2015–2016 Budování státu. Reprezentace Československa v umění, architektuře a designu, Veletržní palác, Praha
- 2016–2017 Šumění andělských křídel, Muzeum umění Olomouc – Muzeum moderního umění
- 2019 Lechtivá socha, Galerie Nová síň, Praha
- 2019 Nezlomní: Od Franze Kafky po sametovou revoluci. Jeden z možných průřezů českým uměním 1918–1989 / The Steadfast: From Franz Kafka to the Velvet Revolution. An Alternate Overview of the Czech Art During 1918–1989, Obecní dům, Praha
- 2022 Jdu prachu samotou s průhledy do zahrad, 8smička, Humpolec

### Audio
- NOVÁKOVÁ, Věra; MAREŠOVÁ, Milena M. „Chce to odvahu a odhodlání, musí to jít na krev!“ Zemřela výtvarnice Věra Nováková. vltava.rozhlas.cz [online]. Český rozhlas Vltava, Osudy, 4. březen 2022, aktualiz. 30. 3. 2024 [cit. 5. 3. 2022; 17. 4. 2024]. Původně pod názvem: Umění? Chce to odvahu a odhodlání, musí to jít na krev! Vzpomíná výtvarnice Věra Brázdová Nováková. Dostupné online.